# Bibliographie sur le département de l'Aveyron

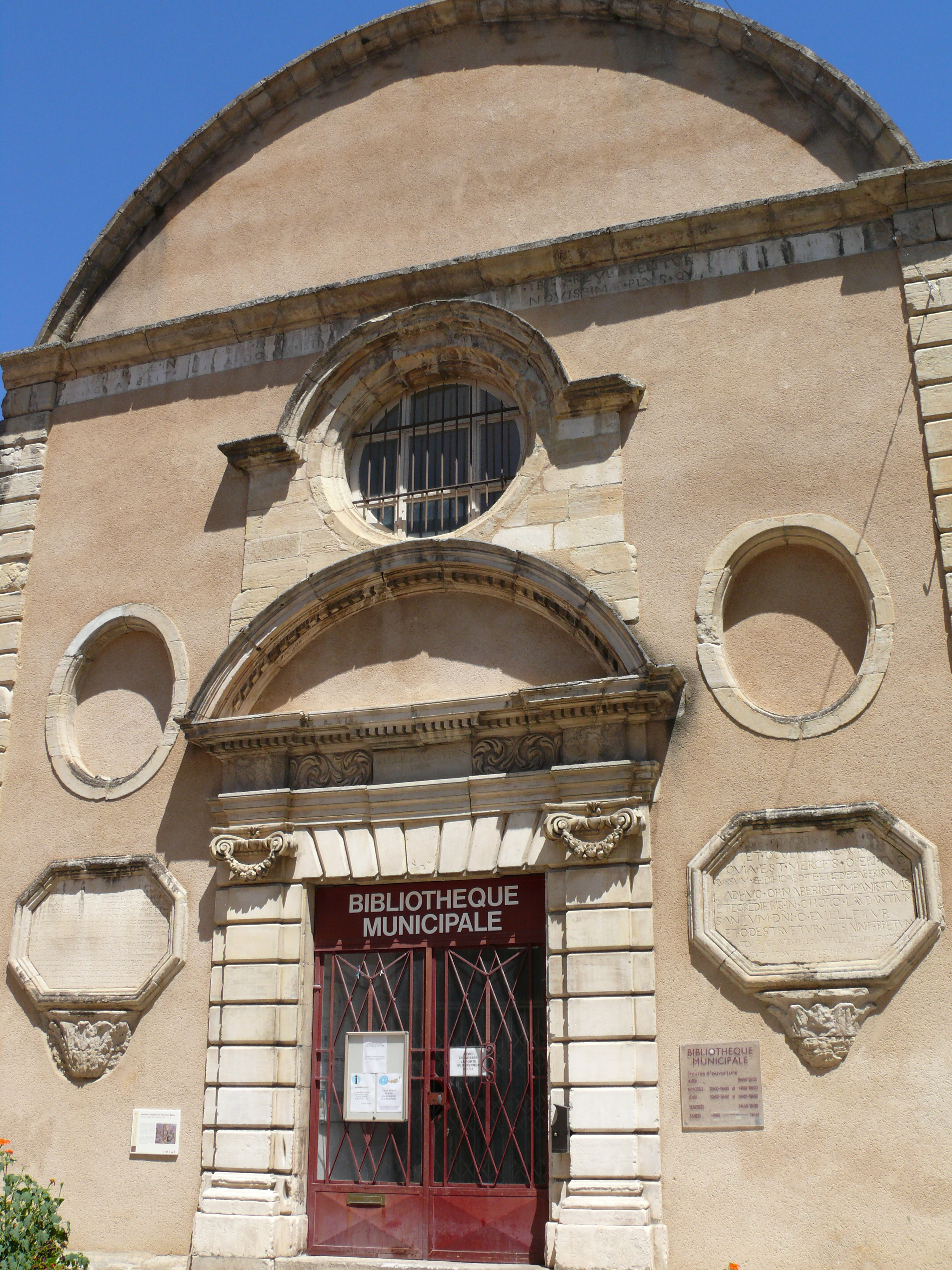
Bibliothèque (Villefranche-de-Rouergue)

Cette bibliographie a été établie à partir de la collecte des données bibliographiques fournies par les articles sur les communes du département de l'Aveyron. Elle a été mise en forme à l'aide des données contenues dans les notices de la BNF.
Le classement est thématique allant du général au particulier. Cette méthode a été retenue pour chaque section. Pour simplifier les recherches et afin de ne pas surcharger le sommaire, les communes ont été regroupées par cantons. De même, l'apect pratique a été privilégié : il est probable que certains ouvrages soient présents dans plusieurs sections à la fois, ceci est voulu. Il est donc important de laisser en place ces doublons.
Lorsque cela est possible, les ouvrages peuvent être accédés par un lien externe conduisant vers Gallica. Il est à noter la présence de références à des cartes dans le cas soit de données géologiques, soit de données touristiques ou sportives comme des cartes de randonnées ou de courses d'orientation.
D'autre part, il est envisageable que des ouvrages présents dans cette bibliographie ne le soient pas dans les articles concernés. Ce sont souvent des sources trop généralistes pour pouvoir être citées ou bien des références trop spécialisées qui ne couvrent pas ou peu le domaine d'un article.

## Département - Régions naturelles

### Aveyron
- Jean-Michel Cosson et Stéphane Monnet, L'Aveyron dans la guerre : 1939-1945, Romagnat, de Borée, 2006, 192 p., ill., couv. et jaquette ill. en coul. ; 30 cm (ISBN 2-84494-464-7, BNF 40924354)
- Jean-Michel Cosson, Accusés, levez-vous ! : de Fualdes aux crimes de l'Espalionnais, les grandes affaires criminelles de l'Aveyron, Rodez, Éd. Subervie, 1997, 358 p., ill., couv. ill. ; 23 cm (ISBN 2-911381-14-9, BNF 37619941)
- Christian-Pierre Bedel (préf. Jean Puech), Les racines occitanes de l'Aveyron : Las raices occitanas d'Avairon, Rodez, Conseil général de l'Aveyron, 2007, 312 p., fac-sim., ill. en noir et en coul., couv. ill. en coul. ; 28 cm (BNF 41165769)
- Christian-Pierre Bedel (préf. Jean Puech), Les traditions de l'Aveyron : Las tradicions d'Avairon, Rodez, Conseil général de l'Aveyron, 2007, 317 p., ill. en noir et en coul., couv. ill. en coul. ; 28 cm (BNF 41166544)
- Michel Lombard (préf. Chris Patten, photogr. Michel Lombard et Gilles Tordjeman), La vallée de l'Aveyron : de la confluence à la source : Tarn, Tarn-et-Garonne, Aveyron, Portet-sur-Garonne, Loubatières, coll. « Regards sur un patrimoine », 2009, 139 p., ill. en noir et en coul., couv. et jaquette ill. en coul. ; 24 x 25 cm (ISBN 978-2-86266-599-3, ISSN 2104-6506, BNF 42111103)
- Jean-Louis Dardé, Dictionnaire des lieux habités du département de l'Aveyron, Rodez, Impr. de Ratery, 1868, 392 p., in-8 (BNF 30300318)
- Philippe Ducourant, Laure Fockembeghe et Christian Pfiser, Le patrimoine des communes de la Méridienne verte, Paris, Flohic, coll. « Le patrimoine des communes de France », 2000, 1741 p., 2 vol. : ill. en noir et en coul., couv. ill. en coul. ; 25 cm (ISBN 2-84234-101-5, ISSN 1272-4734, BNF 37676402)
- Dominique Laurens, Quilles de huit : chronique d'une passion, Rodez, Ed. du Rouergue, 1990, 141 p., ill., couv. ill. en coul. ; 29 cm (ISBN 2-905209-46-1, BNF 35489544)
- Philippe Pradal et Jean-Louis Bories (Photographe), Quilles de huit : de la tradition à la passion, Brandonnet, Alzur éd., 2012, 141 p., ill. en noir et en coul., couv. ill. en coul. ; 17 × 24 cm (ISBN 978-2-9536939-3-5, BNF 43531175)

### Rouergue
- Pauline de La Malène, Parcours romans en Rouergue : 42 parcours, nord, centre, ouest, t. 1, Rodez, Éd. du Rouergue, 2003, 460 p., ill. en coul., cartes, couv. ill. en coul. ; 24 cm (ISBN 2-84156-465-7, BNF 39083286)
- Pauline de La Malène, Parcours romans en Rouergue : 41 parcours sud-ouest-sud-est, t. 2, Rodez, Éd. du Rouergue, 2009, 495 p., ill. en coul., cartes, couv. ill. en coul. ; 24 cm (ISBN 978-2-8126-0035-7, BNF 42116450)
- Gérard Cholvy (Directeur de publication) et Henri Enjalbert (Directeur de publication), Histoire du Rouergue : Éd. mise à jour, Toulouse, Privat, coll. « Univers de la France et des pays francophones », 1987, 512 p., ill., couv. ill. en coul. ; 23 cm (ISBN 2-7089-1689-0, ISSN 0768-4258, BNF 34955682)
- Frédéric de Gournay, Le Rouergue au tournant de l'an mil : de l'ordre carolingien à l'ordre féodal, IXe – XIIe siècle, Toulouse, CNRS, Université de Toulouse-Le Mirail, coll. « Méridiennes », 2004, 512 p., couv. ill. en coul. ; 24 cm (ISBN 2-912025-16-8, ISSN 1297-8531, BNF 39266403)
- Jacques Bousquet, Lumières sur la première Loge de Rodez et les origines de la franc-maçonnerie en Rouergue : Extr. de : la Revue du Rouergue, n ° 50, avril-juin 1959, pp. 129-142, Rodez, Carrère, 1959, 14 p., 25 cm (BNF 38772229)
- Jacques Bousquet, Le Rouergue au premier Moyen âge. Tome 1 : vers 800-vers 1250 : les pouvoirs, leurs rapports et leurs domaines, Rodez, Société des lettres, sciences et arts de l'Aveyron, coll. « Archives historiques du Rouergue » (no 24), 1992, 426 p., couv. ill. ; 24 cm (ISBN 2-908570-02-5, ISSN 1245-9747, BNF 35552831)
- Jacques Bousquet, Le Rouergue au premier Moyen âge. Tome 2 : vers 800-vers 1250 : les pouvoirs, leurs rapports et leurs domaines, Rodez, Société des lettres, sciences et arts de l'Aveyron, coll. « Archives historiques du Rouergue » (no 25), 1994, 462 p., couv. ill. ; 24 cm (ISBN 2-908570-04-1, ISSN 1245-9747, BNF 36684881)
- Fédération des sociétés académiques et savantes Languedoc-Pyrénées-Gascogne. Congrès (14°. 1958. Rodez). (Éditeur scientifique), Fédération historique du Languedoc méditerranéen et du Roussillon. Congrès (32 ; 1958 ; Rodez ). (Éditeur scientifique) et Société des lettres, sciences et arts de l'Aveyron (Rodez). (Éditeur scientifique) (préf. Jacques Bousquet), Rouergue et confins : archéologie, histoire, économie..., Rodez, Société des lettres, sciences et arts de l'Aveyron, s.d., 376 p., Gr. in-8° (25 cm) (BNF 33159739)
- Lucien Mazars (préf. Jacques Godechot), La Révolution en Rouergue : district d'Aubin : 1789-1795, Villefranche-de-Rouergue, Salingardes, 1976-1978, 2 vol., 255 p.-[2] f. de pl. + 268 p.-[3] f. de pl. : couv. ill. en coul. ; 22 cm (BNF 34599986)
- André Sahut d'Izarn, Généalogies rouergates, Rodez, Carrère, 1964, 389 p., ill., tableaux généalogiques h. t. ; In-8° (BNF 33163129)
- Alexandre Albenque (préf. André Aymard), Les Rutènes : études d'histoire, d'archéologie et de toponymie gallo-romaines, Rodez, P. Carrere, 1948, 339 p., cartes, ill. ; 25 cm (BNF 37394724)
- Henri Campels (préf. Jean Delmas), Le Rouergue - Un un Còp Èra (Autrefois), t. I et II, Rodez, Compte d'auteur, 2012 (ISBN 978-2-7466-5312-2)
- Henri Campels, Traditions et valeurs du Rouergue, Rodez, Compte d'auteur, avril 2016, 328 p. (ISBN 9782954751016)

### Aubrac
- Laurent Fau (Directeur de publication), Les monts d'Aubrac au Moyen âge : genèse d'un monde agropastoral, Paris, Éd. de la Maison des sciences de l'homme, coll. « Documents d'archéologie française » (no 101), 2006, 214 p., ill., couv. ill. ; 30 cm (ISBN 978-2-7351-1117-6, ISSN 0769-010X, BNF 41039796)
- Alfred Durand, La vie rurale dans les Massifs volcaniques des Dores, du Cézallier, du Cantal et de l'Aubrac : Fac-sim. de l'éd. de : Aurillac : Impr. moderne, 1946, Nonette, Centre de réalisations, d'études et d'éditions régionales, coll. « Auvergne, livres rares », 2006, 530 p., ill., cartes, couv. ill. en coul. ; 23 cm (ISBN 978-2-84819-057-0, ISSN 1774-3664, BNF 40139366, présentation en ligne)
- Lucette Laurens, Aménagement rural et développement local en Aubrac, Montpellier, Laboratoire de géographie rurale de l'Université Paul-Valéry, coll. « Espace rural » (no 18), 1988, 94 p., ill., couv. ill. ; 29 cm (ISSN 0764-7557, BNF 35003894)
- Colette Gouvion (photogr. Renaud Dengreville), Une France sauvage : l'Aubrac, Rodez, Éd. du Rouergue, 2009, 251 p., ill. en coul., couv. ill. en coul. ; 25 cm (ISBN 978-2-8126-0032-6, BNF 42024544)
- Colette Gouvion et Renaud Dengreville (photogr. Renaud Dengreville), Guetteur de vie : splendeurs d'Aubrac, Rodez, Éd. du Rouergue, 1995, 281 p., ill. en coul., couv. ill. en coul. ; 30 cm (ISBN 2-84156-004-X, BNF 35786736)
- Étienne Andrieu et Claude Petit, Mémoire d'Aubrac, Rodez, Éd. Subervie, 1997, 115 p., ill., couv. ill. en coul. ; 20 × 25 cm (ISBN 2-911381-01-7, BNF 36175280)
- Georges Bensoussan et Anne Baron, L'Aubrac, Paris, M. Houdiard, coll. « Guide historique et littéraire », 1998, 94 p., ill., couv. ill. en coul. ; 21 cm (ISBN 2-912673-01-1, ISSN 1288-9156, BNF 37173682)
- Fédération française de la randonnée pédestre, Tour des monts d'Aubrac : GR de pays - topo-guide, Aumont-Aubrac, Laguiole, Saint-Chély-d'Apcher, Paris, FFRP, 2000, 80 p., ill. en coul., couv. ill. en coul. ; 21 cm (ISBN 2-85699-811-9, BNF 37108785)
- Joseph Mercui, Jean Dhombres et Jean Ginestet, À travers l'histoire de l'Aubrac : Réunit : "La voie romaine de Rodez à Lyon dans son parcours aveyronnais, étude topographique du tracé" / par J. Dhombres et J. Ginestet . "La paroisse d'Aunac, commune de Condom, huit siècles d'histoire" / par J. Mercui., Rodez, Société des lettres, sciences et arts de l'Aveyron, 1995, 83 p., ill., couv. ill. ; 24 cm (ISBN 2-908570-06-8, BNF 37022643)
- Christian-Pierre Bedel (préf. Raymond Cayrel), Sant-Chèli-d'Aubrac : Condom d'Aubrac / Christian-Pierre Bedel e los estatjants del canton de Sant-Chèli, Rodez, Mission départementale de la culture, coll. « Al canton », 1998, 238 p., ill., couv. ill. ; 28 cm (ISBN 2-907279-40-8, ISSN 1151-8375, BNF 37078682)
- Albert Calmels et Hippolyte Coste, L'Aubrac : géologie, orographie, hydrologie, climat, flore, forêts, préhistoire, Marseille, Laffitte, 1983, 213 p., ill. ; 23 cm (ISBN 2-7348-0114-0, BNF 34757881)
- Paul Buffault, Aubrac, son monastère, ses forêts, ses pâturages, Rodez, E. Carrère, 1903, 77 p., in-16 (BNF 34110216)
Aubrac, son monastère, ses forêts, ses pâturages / par Paul Buffault (1903) sur Gallica
- Jean-Baptiste Deltour, Aubrac. Son ancien hôpital. Ses montagnes. Sa flore. Illustré de 10 gravures et de la carte des montagnes, Rodez, P. Carrère, 1932, 351 p., In-8° (BNF 34110215)
- Étienne Hamon (Rédacteur), Francis Nouyrigat (Rédacteur) et Pierre Pradel (Rédacteur, spécialiste de l'élevage) (photogr. André Kumurdjian, Émile Sudres, Paul Finet.), L'Aubrac : Association pour le développement, l'animation et la sauvegarde d'Aubrac, Millau, Éd. du Beffroi, 1996, 48 p., ill. en noir et en coul., couv. ill. en coul. ; 22 cm (ISBN 2-908123-20-7, BNF 37173007)
- CNRS (France). Recherche coopérative sur programme 28 et Georges-Henri Rivière (Directeur de publication), L'Aubrac : étude ethnologique, linguistique, agronomique et économique d'un établissement humain / Recherche coopérative sur programme, Paris, Éd. du CNRS, 1970, Couv. ill. ; 27 cm (BNF 37011692)
- Jean Anglade (photogr. Jean-Dominique Lajoux), Drailles et burons d'Aubrac, Paris, Chêne, coll. « Terroirs », 1979, 65 p., couv. ill. en coul. ; 26 cm (ISBN 2-85108-226-4, ISSN 0153-0682, BNF 34643464)
- Félix Colin, Étude géologique du volcanisme basaltique de l'Aubrac, Paris, Éditions B.R.G.M., Bureau de recherches géologiques et minières, coll. « Mémoires du BRGM », 1971, 250 p., ill. ; 27 cm (ISSN 0071-8246, BNF 35276593)
- Rémi Bessière, Enfant de l'Aubrac : souvenirs, Nonette, CREER (Centre de réalisations, d'études et d'éditions régionales), 2000, 87 p., ill., couv. ill. en noir et en coul. ; 24 cm (ISBN 2-909797-59-7, BNF 37195461)
- Yves Garric (photogr. André Molinier), Paroles de burons, Rodez, Fil d'Ariane éd., 2001, 250 p., ill. en noir et en coul., couv. ill. en coul. ; 22 cm (ISBN 2-912470-23-4, BNF 37696262)
- Francis Nouyrigat, D'Aubrac en vallée : sur le chemin de Saint-Jacques, Rodez, Éd. du Rouergue, 2003, 64 p., ill. en coul., couv. ill. en coul. ; 23 cm (ISBN 2-84156-474-6, BNF 39090410)
- Francis Nouyrigat, Fleurs et paysages d'Aubrac, Rodez, Éd. du Rouergue, coll. « Fleurs et paysages » (no 2), 1998, 285 p., ill. en noir et en coul., couv. ill. en coul. ; 22 cm (ISBN 2-84156-084-8, BNF 36970437)
- Francis Nouyrigat (ill. Chanoine Hippolyte-Jacques Coste, photogr. Père Emile Sudres), Flore d'Aubrac, Rodez, Éd. du Rouergue, 1992, 309 p., ill. en noir et en coul., couv. ill. en coul. ; 30 cm (ISBN 2-905209-68-2, BNF 35550420)
- Christian Allain, L'Aubrac par monts et par burons : 8 itinéraires de découverte, Montpellier, NPL éd., coll. « Itinéraires et découvertes », 2007, 111 p., ill. en noir et en coul., cartes, couv. ill. en coul. ; 24 cm (ISBN 978-2-35414-013-7, ISSN 2100-9902, BNF 41047460)
- Bernard Noël (photogr. Dominique Noël), Portrait de l'Aubrac, Montpellier, les Presses du Languedoc, 2005, 125 p., ill. en noir et en coul., couv. ill. en coul. ; 29 cm (ISBN 2-85998-306-6, BNF 40030211)
- Jacques Rouire et Claude Rousset (géographe), Causses, Cévennes, Aubrac, Paris, Masson, coll. « Guides géologiques régionaux », 1973, 183 p., ill. ; 24 cm (ISBN 2-225-35948-2, ISSN 0338-2672, OCLC 489626711, BNF 35388667)
- Éric Bordessoule, Les montagnes du Massif central : espaces pastoraux et transformation du milieu rural dans les monts d'Auvergne, Clermont-Ferrand, Presses universitaires Blaise Pascal, coll. « CERAMAC » (no 17), 2001, 369 p., ill. en noir et en coul., couv. ill. ; 24 cm (ISBN 2-84516-166-2, ISSN 1242-7780, BNF 37707807, présentation en ligne)
- Jacinthe Bessière, Valorisation du patrimoine gastronomique et dynamiques de développement territorial : le haut plateau de l'Aubrac, le pays de Roquefort et le Périgord noir, Paris, l'Harmattan, coll. « Logiques sociales », 2001, 364 p., graph. ; 22 cm (ISBN 2-7475-1261-4, ISSN 0295-7736, BNF 37704952, présentation en ligne)
- Eugène Marre, La race d'Aubrac et le fromage de Laguiole : Fac-sim. de la 2e éd. de : Rodez : E. Carrère, 1904, Nîmes, C. Lacour, coll. « Rediviva », 2005, 119 p., ill., couv. ill. ; 30 cm (ISBN 2-7504-0736-2, ISSN 0989-4616, BNF 40018616)

### Grands Causses
- Jacques Rouire et Claude Rousset, Causses, Cévennes, Aubrac : 2 éd... refondue, Paris, Masson, coll. « Guides géologiques régionaux », 1980, 190 p., ill., couv. ill. ; 24 cm (ISBN 2-225-65274-0, ISSN 0338-2672, BNF 34633662)
- Frédéric Zégierman (Le guide des pays de France), Le guide des pays de France : 1, Nord ; 2, Sud, Paris, Fayard, 1999, 637 p., 2 vol. (749, 637 p.) : cartes, couv. ill. en coul. ; 24 cm (ISBN 2-213-59960-2 et 2-213-59961-0, BNF 37041895), Vol. 2 : Sud

### Lévézou
- Syndicat mixte Monts et Lacs du Lévézou, Les monts et lacs du Lévezou : plateaux, puechs, lacs, vallées : 23 promenades et randonnées à pied, à cheval et à VTT, Arvieu, Syndicat des Monts et Lacs du Lévézou, coll. « Les belles balades de l'Aveyron », 2001, 50 p., ill. en coul., couv. ill. en coul. ; 21 cm (BNF 38922505)
- Dieudonné Rey, Le Prieuré de Comberoumal en Lévézou. Etudes d'archéologie grandmontaise, Rodez, P. Carrère, 1925, In-8°, 91 p., similigravures et plans. (BNF 34092470)
- Syndicat mixte Monts et Lacs du Lévézou et Pierre Raynal (directeur de publication), Cahiers vers... : trimestriel d'informations du Syndicat : N° 1(2002,juin)-N° 22(2008, mars), Arvieu, Syndicat Monts et Lacs du Lévézou, 2002, 30 cm (ISSN 1636-5399, BNF 38883091)
- Paulette Charnoz, Souvenirs de mon pays natal, jadis, en Levezou Salles-Curannais, S.l., s.n., 2001, 64 p., ill., couv. ill. (ISBN 2-9517582-0-0, BNF 38910445)
- André Meynier, A travers le Massif central : Ségalas, Levézou, Châtaigneraie, Aurillac, éditions U.S.H.A., 1931, 1 vol. (XIX-490 p.) : cartes et figures ; In-8° (BNF 34098440)
- Roger Durand, Les nuages du Lévézou, Sauveterre-de-Rouergue, Éd. de la Bastide, coll. « Le chemin des Puechs » (no 1), 2000, 183 p., couv. ill. en coul. ; 21 cm (ISBN 2-913318-07-X, BNF 37108965)
- André Meynier, Ségalas, Levézou, Châtaigneraie (étude géographique) : Thèse pour le doctorat ès lettres, présentée à la Faculté des lettres de l'Université de Paris, Aurillac, Éditions U.S.H.A., 1931, Gr. in-8, XIX-491 p., fig., pl. (BNF 34098441)
- Roger Calmès, Développement et progrès agricoles dans les Ségalas et Lévezou, Lille, Atelier national reprod. th. Univ. Lille 3, 1983, 579 p., ill. ; 24 cm. + cartes en poch (ISBN 2-7295-0013-8, BNF 36085605)
- Atelier départemental d'étude d'aménagement rural (Aveyron), Région du Lévézou : éléments de réflexion et propositions pour un programme d'aménagement, Rodez, Coopim, 1976, 24 p., ill., couv. ill. ; 21 × 30 cm (BNF 35253591)
- Dieudonné Rey (ill. Jean Victor), Le prieuré de Comberoumal en Lévézou : Fac-sim. de l'éd. de Rodez : P. Carrère, 1925, Nîmes, C. Lacour, coll. « Rediviva », 1998, 88 p.-[8] f. de pl. : ill., couv. ill. ; 21 cm (ISBN 978-2-7504-3298-0, ISSN 0989-4616, BNF 37035940)
- Roger Calmès, Les Campagnes des Ségalas et du Lévezou : développement et progrès agricoles, Rodez, Subervie, 1980, 222 p., ill., couv. ill. ; 25 cm (BNF 34681468)
- Association Les Amis d'Eugène Viala et du Lévézou et Serge Bories (Directeur de la publication), Murmures de notre terre : N° 1 (juin 2004), Salles-Curan, Association "Les Amis d'Eugène Viala et du Lévézou", 2004, Annuel; n° : ill. ; 30 cm (ISSN 2115-2071, BNF 42389152)
- Eugène Viala (préf. Serge Bories), Loin des foules, Salles-Curan, Association "Les Amis d'Eugène Viala et du Lévézou", 2013, 136 p., ill. en noir et en coul., couv. ill. en coul. ; 21 cm (ISBN 978-2-9544962-0-7, BNF 43635366)
- Eugène Viala (préf. Serge Bories), Paysages, Salles-Curan, Association "Les Amis d'Eugène Viala et du Lévézou", 2011, 108 p., ill. en noir et en coul., couv. ill. en coul. ; 20 cm (ISBN 978-2-7466-3919-5, BNF 42566644)
- Les lacs du Lévézou : Aveyron, Auch, Edi-Service, 1989, 1 carte : en coul. ; 20 × 60 cm, plié 20 × 10 cm (BNF 40572061)
- Marc Vaissière, La montagne du Lévésou : entre le mythe et la réalité, Millau, Éd. del Monsénher, 2009, 1 vol. (60 p.) : cartes et ill. en coul., couv. ill. en coul. ; 30 cm (BNF 42208614)
- Institut géographique national, Saint-Beauzély : Série bleue : carte topographique de la France à 1:25 000, Paris, IGN, 2002, 1 flle : en coul. ; 99 × 68 cm, pliée 23 × 12 cm (BNF 40790683)
- Fédération française de la randonnée pédestre, GR 62-62A-B620 Les Grands Causses du Rouergue : "Causse Noir - Lévezou - Causse Comtal", Paris, FFRP-CNSGR, coll. « Topo-guide » (no 622), 1992, 80 p., cartes, ill. en coul., couv. ill. en coul. ; 21 cm (ISBN 2-85699-523-3, BNF 40591300)
- Fédération française de la randonnée pédestre, Topo-guide des Sentiers de Grande Randonnée G.R. 62 et 62 A : Causse Noir et Plateau du Lévézou de la Pierre Plantée à Salles-Curan. 121 km avec la variante 62 A. Ire édition, Paris, Comité National des Sentiers de Grande Randonnée, 1974, 31 p. de textes et cartes ; 21 cm (BNF 40637559)
- Fédération française de la randonnée pédestre, G.R. 62-62 A, Causse noir. Plateau du Lévezou-Rouergue, de la Pierre Plantée (Meyrucis) à Conques 186 km : 1re éd., Paris, Comité national des sentiers de grande randonnée, coll. « Topo-guide du sentier de grande randonnée », 1977, Cartes ; 21 cm (BNF 40637560)
- Fédération française de la randonnée pédestre, Grand tour des monts et lacs du Lévézou : GR de Pays, Paris, FFRandonnée, coll. « Topo-guide. Grande randonnée » (no 1201), 2011, 80 p., 1 guide (80 p.) : cartes et ill. en coul., couv. ill. en coul. ; 21 cm (ISBN 978-2-7514-0516-7, BNF 42402467)
- Institut géographique national, Rodez - Mende : Parc naturel régional des Grands Causses (nord), Paris, IGN, coll. « TOP 100 : la carte touristique locale » (no 58), 1997, 1 flle : en coul. ; 90 × 121 cm, pliée 22 × 12 cm (BNF 40794215)
- Institut géographique national et Parc naturel régional des Grands Causses (Collaborateur), Parc naturel régional des Grands Causses : patrimoine et paysages, Paris, IGN, coll. « Les Spéciales de l'IGN / Culture & environnement » (no 83035), 2000, 1 carte : en coul. ; 96 × 110 cm, pliée 24 × 11 cm (BNF 40669975)
- Chambre d'agriculture (Aveyron) et Comité de développement agricole de la Vallée de l'Aveyron et du Lévézou, Flash d'informations. Vallée de l'Aveyron Lévézou, Laissac ; Rodez, Comité de développement agricole ; Chambre d'agriculture de l'Aveyron (ISSN 0983-5024, BNF 34409269)
- Chambre d'agriculture (Aveyron) et Comité de développement agricole de la Vallée de l'Aveyron et du Lévézou, GTI : gestion techniques innovations. Vallée de l'Aveyron Lévézou, Laissac ; Rodez, Comité de développement agricole de la Vallée de l'Aveyron et du Lévézou ;  Chambre d'agriculture de l'Aveyron, 1996, 30 cm (ISSN 0986-8399, BNF 34409261)
- Claude Seillier (Directeur de publication), Notre Lévézou : Notre-Dame du Lévézou : Chez nous : journal paroissial : Diocèse de Rodez-Vabres, Pont-de-Salars, Paroisse Notre-Dame du Lévézou, 19.., Mensuel ; n° ; 30 cm (ISSN 2115-7766, BNF 42409099)
- Gérard Tajana (Réalisateur. Scénariste. Auteur du texte) et Paula de Oliveira (Voix parlée), Le lac de Pareloup et ses carnassiers, S.l., Seasons : Tip top productions, coll. « Pêche en lieux mythiques » (no 2), 2002, 1 cass. vidéo (VHS) (50 min) : coul. (SECAM), son. (BNF 39951398)

## Monuments

### Abbatiale Sainte-Foy de Conques
- Jean-Claude Fau et Abbaye Sainte-Marie de la Pierre-qui-Vire (photogr. Jean Dieuzaide), Conques, Saint-Léger-Vauban, Zodiaque, coll. « Les Travaux des mois » (no 9), 1973, 127 p., ill. en noir et en coul., couv. ill. en coul. ; 26 cm (ISSN 0493-797X, BNF 35349080)
- Jean-Claude Bonne, L'Art roman de face et de profil : le tympan de Conques, Paris, le Sycomore, coll. « Féodalisme », 1985, 361 p. (ISBN 2-86262-229-X, ISSN 0751-106X, BNF 34971707)
- Elisabeth Bolufer (ill. Alain d'Orange), Sainte Foy de Conques, Conques, Syndicat d'initiative de Conques, 1991, 33 p., ill. en noir et en coul., couv. ill. en coul. ; 29 cm (BNF 35419228)
- Dominique-Marie Dauzet, Petite vie de Sainte-Foy, Paris, Desclée de Brouwer, coll. « Petite vie », 2002, 119 p., ill., couv. ill. en coul. ; 18 cm (ISBN 2-220-05137-4, ISSN 0991-4439, BNF 38934483)
- Noëlle Devilliers, Sainte-Foy de Conques : sa triomphale histoire, Aurillac, Éd. Gerbert, 1983, 38 p. (BNF 34855199)
- Xavier Kawa-Topor, Conques : le tympan, Toulouse, Le Pérégrinateur éd., coll. « L'esprit curieux » (no 1), 1997, 10 p., ill. en coul., couv. ill. en coul. ; 19 cm (ISBN 2-910352-12-9, ISSN 1631-6258, BNF 38807144)
- Xavier Kawa-Topor, Conques : le trésor, Toulouse, Le Pérégrinateur éd., coll. « L'esprit curieux » (no 2), 1997, 12 p., ill. en coul., couv. ill. en coul. ; 19 cm (ISBN 2-910352-13-7, ISSN 1631-6258, BNF 38873110)
- Robert Taussat et Centre européen d'art et de civilisation médiévale de Conques (Directeur de publication) (photogr. Patrice Thébault), Chapiteaux, Sainte-Foy de Conques, Rodez, Éd. Au fil du temps, 2006, 80 p., ill. en coul., couv. ill. en coul. ; 15 × 21 cm (ISBN 2-9526745-2-3, BNF 40945018)
- Jean-Claude Fau, Les Chapiteaux de Conques : Extrait des "Mémoires de la Société archéologique du Midi de la France", Toulouse, É. Privat, coll. « Visions méridionales », 1956, 108 p., In-4° (BNF 32093706)
- Marcel Aubert, L'église de Conques, Paris, H. Laurens, 1939, 120 p., in-8° (BNF 34196585)
- Danielle Gaborit-Chopin (Éditeur scientifique) et Élisabeth Taburet-Delahaye (éditeur scientifique), Le trésor de Conques : exposition du 2 novembre 2001 au 11 mars 2002, Paris, Musée du Louvre, Paris, Monum, Éd. du patrimoine : Louvre, 2001, 79 p., ill. en noir et en coul., couv. et jaquette ill. en coul. ; 28 cm (ISBN 2-901785-18-2, BNF 37714105)
- Christian Heck, Pierre Soulages et Jean-Dominique Fleury (préf. Georges Duby, photogr. Vincent Cunillère), Conques, les vitraux de Soulages, Paris, Seuil, 1994, 115 p., ill. en noir et en coul., couv. ill. en coul. ; 28 cm (ISBN 2-02-022593-X, BNF 35716481)
- Pierre Soulages, Jacques Le Goff et Centre européen d'art et de civilisation médiévale (Éditeur scientifique) (préf. Xavier Kawa-Topor), De la pertinence de mettre une œuvre contemporaine dans un lieu chargé d'histoire : entretien / Pierre Soulages, Jacques Le Goff (Textes de la conférence de P. Soulages et J. Le Goff organisée par le Centre européen d'art et de civilisation médiévale de Conques le 25 septembre 1995), Toulouse, Le Pérégrinateur éd., 2003, 30 p., ill. en coul., couv. ill. en coul. ; 24 cm (ISBN 2-910352-42-0, BNF 39115620)
- Gustave Desjardins (Éditeur scientifique), Cartulaire de l'abbaye de Conques en Rouergue, Paris, A. Picard, 1879, 518 p., in-8 (BNF 34114898) - Cartulaire de l'abbaye de Conques sur Gallica
- Emmanuelle Jeannin (photogr. Henri Gaud), Conques, Moisenay, Éd. Gaud, coll. « Monuments et histoires », 2004, 80 p., ill. en coul., couv. ill. en coul. ; 26 cm (ISBN 2-84080-126-4, ISSN 1242-8299, BNF 39249562)
- Pierre Séguret, Abc de Conques, l'ineffable, Conques, Office du tourisme de Conques, 1994, 128 p., ill., couv. ill. en coul. ; 27 cm (ISBN 2-9508479-0-0, BNF 35771717)
- Jean-Claude Fau (photogr. Pascal Moulin), Conques, Bordeaux, Éd. "Sud-Ouest", 2006, 93 p., ill. en noir et en coul., couv. ill. en coul. ; 30 cm (ISBN 2-87901-697-5, BNF 40200045)

### Abbaye de Bonnecombe
- L'Abbaye de Bonnecombe : Notice, par un ami du monastère., Rodez, P. Carrère, 1926, 138 p., In-8° (BNF 34111914)
- Albert Besombes, Martine Houdet et Gilbert Puech, Sur le chemin des moines : l'abbaye de Bonnecombe, ses possessions en Albigeois (Moularès et Bernac) et ses possessions en Rouergue, Valdériès, Centre d'animation socio-culturel et sportif, 1990, 233 p., ill., couv. ill. ; 24 cm (BNF 35530606)

### Abbaye de Nonenque
- Camille Couderc et J.-L. Rigal, Cartulaire et documents de l'abbaye de Nonenque, Rodez, Commission des archives historiques du Rouergue, coll. « Archives historiques du Rouergue » (no 18), 1954, 754 p., planche ; in-4° (ISSN 1245-9747, BNF 34103672)

### Abbaye Notre-Dame de Bonneval
- (la) Leopold Janauschek, Originum cisterciensium : in quo, praemissis congregationum domiciliis adjectisque tabulis chronologico-genealogicis, veterum abbatiarum a monachis habitatarum fundationes ad fidem antiquissimorum fontium primus descripsit P. Leopoldus Janauschek, t. I, Vindobonae, A. Hoelder, 1877, 489 p., Gr. in-4° (BNF 30644497, lire en ligne), p. 102
- François Auvity, Notre-Dame de Bonneval, Aveyron, huit siècles de vie cistercienne, 1147-1947, Rodez, Carrère, 1948, 273 p., In-8° (BNF 31744114)
- Jacques Dubourg (photogr. Jacques Dubourg), Les abbayes de Midi-Pyrénées, Saint-Cyr-sur-Loire, A. Sutton, coll. « Passé simple », 2009, 192 p., ill. en noir et en coul., carte, couv. ill. en coul. ; 23 cm (ISBN 978-2-8138-0020-6, ISSN 1623-118X, BNF 42073273), p. 39-43
- Société des lettres, sciences et arts de l'Aveyron, Mémoires de la Société des lettres, sciences et arts de l'Aveyron, t. 9, Rodez, Société des lettres, sciences et arts de l'Aveyron, 1867, in-8° (ISSN 1271-6073, BNF 32813325), p. 43-45
- Jean-Louis-Étienne Bousquet, Notice historique sur l'ancienne Abbaye de Notre-Dame de Bonneval, Espalion, Vve Gonin-Faure, 1850, 83 p., in-8° (BNF 30148734)
- Annie Bras, Bonneval, une abbaye cistercienne en Rouergue, Toulouse, Privat, 2008, 219 p., ill. en noir et en coul., couv. ill. en coul. ; 21 cm (ISBN 978-2-7089-0477-4, BNF 41248545)
- Nicolas Gayraud (Réalisateur. Auteur du texte.), Le temps de quelques jours, S.l., N. Gayraud, 2010, 1 DVD vidéo monoface toutes zones (1 h 02 min) : 16/9, coul. (PAL), son., surround (Dolby) + 1 dépl. (BNF 42517671)
- Pierre-Aloïs Verlaguet (Éditeur scientifique) (préf. J. L. Rigal), Cartulaire de l'abbaye de Bonneval en Rouergue, Rodez, P. Carrère, coll. « Archives historiques du Rouergue » (no 14), 1938, 756 p., cartes ; in-4° (ISSN 1245-9747, BNF 34199717)
- Société La Haute-Auvergne et Robert de Lastic, L'abbaye de Bonneval et la grange de Fraissinet d'Oradour, t. 57, Aurillac, Société des lettres, sciences et arts "La Haute-Auvergne", coll. « Revue de la Haute-Auvergne », 1995, 26 cm (ISSN 1141-1325, BNF 34424040), p. 273 sq.
- Louis Lempereur, État du diocèse de Rodez en 1771, publié en vertu d'une décision du Conseil général de l'Aveyron, Rodez, L. Loup, 1906, 775 p., Gr. in-4° (BNF 30789181)

### Abbaye de Sylvanès
- Centre d'archéologie médiévale du Languedoc, Archéologie du Midi médiéval, t. 2, Carcassonne, Centre d'archéologie médiévale du Languedoc, 1984 (ISSN 0758-7708, BNF 34389796), p. 81-96
- Pierre Carrère (Directeur de publication), Revue du Rouergue, Rodez, Pierre Carrère (no 6), 1986, n° ; 26 cm (ISSN 0035-2667, BNF 34433288), p. 141-172
- Jacques Dubourg, Les abbayes de Midi-Pyrénées, Saint-Cyr-sur-Loire, A. Sutton, coll. « Passé simple », 2009, 192 p., ill. en noir et en coul., carte, couv. ill. en coul. ; 23 cm (ISBN 978-2-8138-0020-6, ISSN 1623-118X, BNF 42073273), p. 59-64

### Abbaye de Vabres
- Étienne Fournial (Éditeur scientifique), Cartulaire de l'Abbaye de Vabres au diocèse de Rodez : essai de reconstitution d'un manuscrit disparu, Rodez, Société des lettres, sciences et arts de l'Aveyron, coll. « Archives historiques du Rouergue » (no 21), 1989, 196 p., 24 cm (ISSN 1245-9747, BNF 36664062)

### Château de Belcastel
- France Arudy, Château de Belcastel. Vol. 1, Histoire ancienne et moderne : Belcastel, Aveyron, Belcastel, Éd. SARL Belcastel, 1997, 12 p., ill. en coul., couv. ill. en coul. ; 21 cm (BNF 36184026)
- Catherine Sayen, Château de Belcastel. Vol. 2, Matériaux et formes architecturales de la restauration : Belcastel, Aveyron, Belcastel, Éd. SARL Belcastel, 1997, 12 p., ill. en noir et en coul., couv. ill. en coul. ; 21 cm (BNF 36184031)

### Château de Coupiac
- Amis du château de Coupiac, Château de Coupiac, Coupiac, Los Amics del Castel de Copiac, 1997, 10 p., ill., couv. ill. ; 21 cm (BNF 36960522)

### Dômerie d'Aubrac
- Laurent Fau (Directeur de publication), Les monts d'Aubrac au Moyen âge : genèse d'un monde agropastoral, Paris, Éd. de la Maison des sciences de l'homme, coll. « Documents d'archéologie française » (no 101), 2006, 214 p., ill., couv. ill. ; 30 cm (ISBN 978-2-7351-1117-6, ISSN 0769-010X, BNF 41039796)
- Claude Petit, L'hôpital-monastère Notre-Dame des Pauvres d'Aubrac, Rodez, C. Petit, 2005, 54 p., ill., couv. ill. en coul. ; 21 cm (BNF 40012799)
- Jean-Louis-Étienne Bousquet, L'ancien hôpital d'Aubrac : Fac-sim. de la 2e éd. de : Rodez : J. Bru, 1845, Nîmes, Lacour-Ollé, coll. « Rediviva », 2013, 242 p., ill., couv. ill. en coul. ; 21 cm (ISBN 978-2-7504-3190-7, ISSN 0989-4616, BNF 43590008)
- Jean-Baptiste Deltour, Aubrac : son ancien hôpital, ses montagnes, sa flore / Fac-sim. de l'éd. de : Rodez : C. Colomb, 1892, Nîmes, Lacour-Ollé, coll. « Rediviva », 2012, 306 p., ill., couv. ill. ; 21 cm (ISBN 978-2-7504-3129-7, ISSN 0989-4616, BNF 43510091)

### Viaduc du Viaur
- François Garcia (préf. Marc Censi, Thierry Carcenac, Eugen Weber), Le viaduc du Viaur : révolutions ferroviaire et socio-économique, Toulouse, CRDP Midi-Pyrénées, coll. « Images de nos régions », 1996, 192 p., ill., couv. ill. ; 24 cm (ISBN 2-86565-169-X, ISSN 1264-014X, BNF 35852658)
- Centre de création industrielle (Paris), Architectures d'ingénieurs : XIXe – XXe siècles, Paris, Centre Georges Pompidou, coll. « Expositions itinérantes. CCI » (no 8), 1978, 60 p., ill., couv. ill. ; 24 cm (ISBN 2-85850-081-9, ISSN 0152-6618, BNF 34611916)
- Bernard Marrey, Les ponts modernes : 18e-19e siècles, Paris, Picard, 1990, 319 p., ill. en noir et en coul. ; 28 cm (ISBN 2-7084-0401-6, BNF 35224823), p. 218

## Personnalités

### Auguste Veyrier
- Auguste Veyrier, Contes rouergats et poésies françaises, Millau, Artières et J. Maury, 1923, 63 p., In-16 (BNF 31568670)

### Emma Calvé
- Emma Calvé, Sous tous les ciels j'ai chanté : souvenirs, Paris, Plon, 1940, In-8°, V-299 p., pl., portraits, couv. ill. 33 fr. (BNF 31900375)
- Georges Girard, Emma Calvé : étoile dans tous les cieux, cigale sous tous les ciels, Rodez, Cahiers rouergats, coll. « Les Cahiers rouergats » (no 5), 1971, 111 p., ill. ; 22 cm (ISSN 0184-5365, BNF 37439948)
- Georges Girard, Emma Calvé, la cantatrice sous tous les ciels, Millau, Éd. Grandes Causses, 1983, 195 p. (BNF 34860634)
- Jean Contrucci, Emma Calvé, la diva du siècle, Paris, A. Michel, 1988, 378 p., couv. ill. en coul. ; 23 cm (ISBN 2-226-03541-9, BNF 34998909)
- Musée de Millau et des Grands Causses et François Leyge (Directeur de publication), La collection Emma Calvé, Millau, Éd. Ville de Millau, 2009, 71 p., ill. en noir et en coul., couv. ill. en coul. ; 29 cm (ISBN 978-2-9503269-4-2, BNF 42291220)
- Jeannette Blum, Sous le ciel de Rennes-le-Château : Emma Calvé, la diva de l'esotérisme, Bérenger Saunière, le prêtre initié : unis dans le même secret, Quillan, J. Blum, 2010, 1 vol. (68 f.) ; 21 × 30 cm (BNF 42251347)
- Association internationale de chant lyrique Titta Ruffo, Kathleen Schlesinger et Jean-Pierre Mouchon (Éditeur scientifique) (trad. Jean-Pierre Mouchon), Calvé : Artist and Woman : The Strand Magazine" de juillet 1902, volume XXIV, n° 139, pp. 15-23,, Marseille, Association internationale de chant lyrique Titta Ruffo, coll. « Étude » (no 15), 2000, n° ; 30 cm (ISSN 2267-0068, BNF 43509129)
- Jean-Michel Thibaux, La Cantatrice : roman, Paris, O. Orban, 1990, 371 p., couv. ill. en coul. ; 24 cm (ISBN 2-85565-578-1, BNF 35092486)
- Jérôme Félix et Paul Gastine, Le secret du Mont-Saint-Michel : L'héritage du diable ; 2, Charnay-lès-Mâcon, Bamboo éd., coll. « Grand angle », 2011, 49 p., 1 vol. (49 p.) : ill. en coul., couv. ill. en coul. ; 32 cm (ISBN 978-2-35078-934-7, ISSN 1635-5482, BNF 42488671)
- Cautin-Berger, Couverture de "Musica", novembre 1903, c. 1902, 1 impr. photoméc. : photogravure, coul. ; 25 × 18 cm (BNF 39603059)

### Enric Mouly
- Enric Mouly, Al Cant de l'alauzeto ou Trento ans d'agriculturo en Rouergue, Rodez, P. Carrère, 1928, 185 p., In-16 (BNF 30988352)
- Enric Mouly, Rajols d'antan, Rodez, P. Carrère, 1930, 198 p., In-12 (BNF 30988353)
- Enric Mouly, Mas espingadas, Rodez, P. Carrère, 1933, 260 p., 19 cm (BNF 32470217)
- Enric Mouly (préf. Emma Calvé), Al bufal del côr : poèmes en dialecte rouergat., Villefranche-de-Rouergue, C. Salingardes, 1941, 221 p., In-16 (BNF 32470243)
- Enric Mouly (préf. Maurice Defaut, ill. Charles Mouly), Teatre escolari, Villefranche-de-Rouergue, C. Salingardes, 1942, 140 p., In-8° (BNF 32470246)
- Enric Mouly, Bistanflèro : roman de la politique au village, Villefranche-de-Rouergue, C. Salingardes, 1945, 257 p., In-16 (BNF 32470244)
- Enric Mouly, E la Barta Floriguet, Rodez, J. Saintier, 1948, 272 p., In-16 (BNF 32470245)
- Enric Mouly, Grela d'abrial, Rodez, P. Carrère, 1966, 208 p., In-16 (BNF 33106505)
- Enric Mouly, Teatre païsan 1 : L' Ama del casal. Lo Ministèri a Cabussat. Lo Cap de la lèbre. La Tata de Borniquet. Mascomèri. Aglaè. L'Oncle Pôlita, Villefranche-de-Rouergue, Guibert, 1968, 190 p., 22 cm (BNF 35110922)
- Enric Mouly, Teatre païsan 2 : sèpt comedias en un acte, en pròsa, Villefranche-de-Rouergue, Guibert, 1968, 192 p., In-8° (BNF 33106507)
- Enric Mouly, Teatre païsan 3 : Dialogs. Pichotas comedias. Poems. Risoletas. Monologs, Villefranche-de-Rouergue, Guibert, 1972, 203 p., 22 cm (BNF 35124307)
- Enric Mouly, Rambalhs de bòria, Villefranche-de-Rouergue, Guibert, coll. « Grelh Rouergat » (no 4), 1969, 368 p., In-16 (BNF 33106506)
- Enric Mouly, Kathleen, Rodez, Subervie, 1970, 211 p., 19 cm (BNF 35143853)
- Enric Mouly, Bortomieu o lo Torn del Roergue, Millau, Grelh roergàs, coll. « Grelh roergàs » (no 7), 1973, 361 p., 19 cm (BNF 34617551)
- Enric Mouly, A ma Treson : garba de 112 sonets, Rodez, Grelh roergàs, coll. « Grelh roergàs » (no 20), 1978, 120 p., 21 cm (BNF 35558171)
- Enric Mouly, Legendas, Rodez, P. Carrère, coll. « Grelh roergàs » (no 18), 1978, 209 p., 19 cm (BNF 34612422)

### François Fabié
- François Fabié, La Poésie des bêtes., Paris, Librairie des bibliophiles, 1879, 102 p., In-12 (BNF 30413121)
- François Fabié (préf. Léon Cladel), La Poésie des bêtes., Paris, A. Lemerre, 1886, 174 p., In-16 (BNF 30413122)
- François Fabié, Molière et Montespan, comédie en 1 acte, en vers. : Paris, 3e théâtre français, 15 janvier 1879., Toulon, R. Pharisier, 1882, 40 p., In-8° (BNF 30413118)
- François Fabié, Placet au roi, comédie en 1 acte, en vers. : Paris, Odéon, 15 janvier 1884., Paris, Tresse, 1884, 31 p., In-16 (BNF 30413119)
- François Fabié, Le Clocher, poèmes de Rouergue., Paris, A. Lemerre, 1887, 197 p., In-16 (BNF 30413116)
- François Fabié, La Bonne terre., Paris, A. Lemerre, 1889, 136 p., In-16 (BNF 30413114)
- François Fabié, Œuvres de François Fabié. Poésies., Paris, A. Lemerre, 1891-1905, 3 vol. in-16, portrait de l'auteur (BNF 30413112)
- François Fabié, Voix rustiques., Paris, A. Lemerre, 1892, 152 p., in-12 (BNF 30413127)
- François Fabié, Vers la maison., Paris, A. Lemerre, 1899, 146 p., in-12 (BNF 30413126)
- François Fabié, Ronces et lierres, poésies., Paris, A. Lemerre, 1912, 125 p., in-18 (BNF 32087993)
- François Fabié, Moulins d'autrefois, roman., Paris, P. Ollendorff, s.d., 327 p., in-18 (BNF 32087989)
- François Fabié, Fleurs de genêts., Paris, A. Lemerre, coll. « Petite collection rose », 1920, 116 p., in-32 (BNF 32087992)
- François Fabié et Camille Vergniol (Notice), La terre et les paysans. : (poèmes choisis), Paris, A. Lemerre, 13 octobre 1923, 263 p., in-16 (BNF 32087995)
- François Fabié, Souvenirs d'enfance et d'études., Rodez, P. Carrère, 1925, 265 p., in-16 (BNF 32087994)
- François Fabié, Les poèmes des troënes. : poèmes choisis par Alain Bitossi ; présentés et annotés par Michèle Gorenc, Aix-en-Provence, Édisud, 1999, 164 p., couv. ill. ; 24 cm (ISBN 2-7449-0094-X, BNF 37039922)

### Joan Bodon
- (oc) Joan Bodon, Obras romanescas complètas, Toulouse, Institut d'estudis occitans, 1973, Couv. ill. ; 18 cm (BNF 34297084)
- (oc) Joan Bodon, Contes del meu ostal : (seguida de) Lo Pan de froment : Obras romanescas complètas ; 1, Toulouse, Institut d'estudis occitans, coll. « A tots » (no 34), 1978, 100 p., Couv. ill. ; 18 cm (ISSN 0338-6171, BNF 34622210)
- (oc) Joan Bodon, Contes dels Balssàs : Obras romanescas complètas ; 2, Toulouse, Institut d'estudis occitans, coll. « A tots » (no 35), 1978, 198 p., Couv. ill. ; 18 cm (ISSN 0338-6171, BNF 34636621)
- (oc) Joan Bodon, La Grava sul camin : Obras romanescas complètas ; 3, Toulouse, Institut d'estudis occitans, coll. « A tots » (no 19), 1976, 164 p., Couv. ill. ; 18 cm + lexique : 16 p. (ISSN 0338-6171, BNF 34581715)
- (oc) Joan Bodon, La Santa Estèla del Centenari : Obras romanescas complètas ; 4, Toulouse, Institut d'estudis occitans, coll. « A tots » (no 1), 1973, 161 p., Couv. ill. ; 18 cm (ISSN 0338-6171, BNF 34552823)
- (oc) Joan Bodon, Lo Libre dels grands jorns : Obras romanescas complètas ; 5, Toulouse, Institut d'estudis occitans, coll. « A tots » (no 36), 1978, 103 p., Couv. ill. ; 18 cm (ISSN 0338-6171, BNF 34622211)
- (oc) Joan Bodon, Lo Libre de Catòia : Obras romanescas complètas ; 6, Toulouse, Institut d'estudis occitans, coll. « A tots » (no 37), 1978, 187 p., Couv. ill. ; 18 cm (ISSN 0338-6171, BNF 34622212)
- (oc) Joan Bodon, La Quimèra : Obras romanescas complètas ; 7, Toulouse, Institut d'estudis occitans, coll. « A tots » (no 7-9), 1974, 476 p., Couv. ill. ; 18 cm (ISSN 0338-6171, BNF 34552806)
- (oc) Joan Bodon, Las Domaisèlas : Obras romanescas complètas ; 8, Toulouse, Institut d'estudis occitans, coll. « A tots » (no 20), 1976, 160 p., Couv. ill. ; 18 cm (ISSN 0338-6171, BNF 34693690)
- (oc) Joan Bodon, Lo Libre dels grands jorns, Lavit, Lo Libre occitan, 1968, 107 p., In-16 (BNF 32927178)
- (oc) Joan Bodon, Ren non val l'electro-chòc..., Riols, J. Larzac, coll. « 4 vertats » (no 14), 1970, 31 p., 22 cm (BNF 35144428)
- (oc) Joan Bodon (préf. Ives Roqueta), Lo Libre dels grands jorns : tèxte integral, Montpellier, Centre d'estudis occitans, coll. « Los Pichons classics occitans » (no 1), 1973, 98 p., couv. ill. ; 18 cm (ISSN 1766-7488, BNF 34564162)
- (oc) Joan Bodon, Contes del Drac, Toulouse, I.E.O. Roèrgue e Albigés, 1975, 85 p., couv. ill. ; 19 cm (BNF 34551386)
- (oc) Joan Bodon, Andrieu Pradèl et Sèrgi Mallet (préf. Ives Roqueta), Los carbonièrs de La Sala, Enèrgas (81350 Valdériès), Vent Terral, coll. « Collección Viure al païs » (no 1), 1975, 181 p., couv. ill. ; 23 cm (ISSN 0338-8859, BNF 34576196)
- (oc) Joan Bodon, Contes del Drac, Toulouse, Institut d'estudis occitans, 1975, 85 p., couv. ill. ; 19 cm (BNF 34633829)
- (oc) Joan Bodon, Sus la mar de las galèras, Toulouse, Institut d'études occitanes, coll. « Messatges » (no 4), 1975, 53 p., couv. ill. ; 19 cm (ISSN 0335-8437, BNF 34693216)
- (oc) Joan Bodon, Contes del Drac, Albi, I.E.O. Roèrgue e Albigès, coll. « Lo Banquet » (no 1), 1984, 85 p., couv. ill. ; 21 cm (ISSN 0763-4986, BNF 34767288)
- (oc) Joan Bodon, Letras de Joan Bodon a Enric Mouly, Naucelle, Societat dels amics de Joan Bodon, 1986, 276 p. (BNF 34876571)
- (oc) Joan Bodon (préf. Felip Gardy), La Quimèra, Rodez, Éd. du Rouergue, 1989, 478 p., 18 cm (ISBN 2-905209-29-1, BNF 35015955)
- (oc) Joan Bodon, Las Domaisèlas ; L'Òme que èri ieu : tèxt passat per Ramon Chatbèrt, Rodez, Ed. del Roergue, 1987, 233 p., 18 cm (ISBN 2-905209-12-7, BNF 34928023)
- (oc) Joan Bodon (préf. Robèrt Lafont), La Grava sul camin ; L'Evangèli de Bertomieu, Rodez, Ed. del Roergue, 1988, 253 p., 18 cm (ISBN 2-905209-23-2, BNF 35013938)
- (oc) Joan Bodon (préf. Pèire Canivenc), Contes, Rodez, Ed. del Rouergue, 1989, 444 p., couv. ill. ; 18 cm (ISBN 2-905209-36-4, BNF 35055905)
- (oc) Joan Bodon (préf. Pèire Canivenc), La Santa Estela del Centenari : conte, Rodez, Ed. del Roergue, 1990, 252 p., ill., couv. ill. ; 18 cm (ISBN 2-905209-42-9, BNF 35505512)
- (oc) Joan Bodon, La Montanha Negra : adapt. par des élèves de 4e et de 3e du Collège du Val de Cère sous la dir. de Roger Chevalier : Bande dessinée en occitan et trad. française en regard, Laroquebrou, Collège du Val de Cère, 1993, 36 p., ill. en coul., couv. ill. en coul. ; 21 × 30 cm (BNF 35574265)
- (oc) Joan Bodon (préf. Pèire Canivenc), Lo libre de Catòia : roman, Rodez, Éd. del Roergue, 1993, 258 p., couv. ill. ; 18 cm (ISBN 2-905209-73-9, BNF 35625742)
- (oc) Joan Bodon et Ives Roqueta (postfaci), Contes dels Balssàs, Puylaurens, IEO ed., 2003, 227 p., couv. ill. ; 18 cm (ISBN 2-85910-310-4, BNF 39032940)
- (oc) Joan Bodon (préf. Pèire Canivenc), Contes : Réunit : "Contes del Drac" ; "Contes del meu ostal" ; "Lo pan de froment" ; "Contes de Viaur", Puylaurens, IEO ed., 2003, 217 p., couv. ill. ; 18 cm (ISBN 2-85910-311-2, BNF 39032950)
- (oc) Joan Bodon (préf. Robèrt Lafont ; Pèire Canivenc), La grava sul camin : L'evangèli de Bertomieu, Puylaurens, IEO ed., 2003, 253 p., couv. ill. ; 18 cm (ISBN 2-85910-340-6, BNF 39032960)
- (oc) Joan Bodon, Lo libre dels grands jorns, Rodez, Ed. du Rouergue, 1996, 188 p., couv. ill. ; 18 cm (ISBN 2-84156-034-1, BNF 35820545)
- Joan Bodon, Joan de Cantalausa (Éditeur scientifique) et Institut d'estudis occitans (Toulouse). Seccion (Aveyron ). (Éditeur scientifique), Le Temps nouveau : Lo Temps novèl :Scénario de film / D'apr. Los Contes dels Balssas de Joan Bodon, Rodez, Centre d'animacion Loisirs en Roergue, 1976, 26 p., ill., couv. ill. ; 25 cm (BNF 34579087)
- Joan Bodon, Le Livre de Catoïa ; (suivi de) Le Livre des grands jours : traduit de l'occitan par Alem Surre-Garcia, avec la collaboration de Françoise Meyruels et Martine Boulanger, Paris, le Chemin vert, coll. « Commune présence », 1982, 221 p., 21 cm (ISSN 0244-1799, BNF 34733101)
- Joan Bodon (trad. Pierre Canivenc), Les Demoiselles ; l'Homme que j'étais, Rodez, Éd. du Rouergue, 1987, 233 p., couv. ill. ; 18 cm (BNF 34928021)
- Joan Bodon (préf. Robert Lafont), Les Cailloux du chemin ; L'Évangile de Barthélemy : trad. de l'occitan par Joan de Cantalausa et Pierre Canivenc, Rodez, Éd. du Rouergue, 1988, 253 p., 18 cm (ISBN 2-905209-22-4, BNF 35003676)
- Joan Bodon, La Chimère : trad. de l'occitan par Philippe Gardy, Rodez, Éd. du Rouergue, 1989, 478 p., 18 cm (ISBN 2-905209-28-3, BNF 35015946)
- Joan Bodon (préf. Pierre Canivenc), Contes : trad. de l'occitan par Joan de Cantalausa, Rodez, Ed. du Rouergue, 1989, 444 p., couv. ill. ; 18 cm (ISBN 2-905209-35-6, BNF 35055918)
- Joan Bodon (trad. de l'occitan), La Sainte-Estelle du Centenaire : conte : trad. de l'occitan par Pierre Canivenc, Rodez, Éd. du Rouergue, 1990, 252 p., ill., couv. ill. ; 18 cm (ISBN 2-905209-41-0, BNF 35505501)
- Joan Bodon (trad. de l'occitan), Le livre de Catoïe : trad. del'occitan par Pierre Canivenc, Rodez, Éd. du Rouergue, 1993, 265 p., couv. ill. ; 18 cm (ISBN 2-905209-72-0, BNF 35625741)
- Joan Bodon (trad. de l'occitan), Le livre des grands jours : trad. de l'occitan par Pierre Canivenc, Rodez, Ed. du Rouergue, 1996, 188 p., couv. ill. ; 18 cm (ISBN 2-84156-027-9, BNF 35820542)
- Joan Bodon (trad. de l'occitan), Poèmas : Éd. bilingue : traduction française de Roland Pécout, Puylaurens, IEO ed., 2010, 299 p. (ISBN 978-2-85910-475-7, BNF 42505610)
- Joan Bodon (trad. de l'occitan), La canson del paìs : 1948 : édition critique et commentée d'un recueil poétique par Élodie de Oliveira, Toulouse, Section française de l'Association internationale d'études occitanes, coll. « Éditions de textes » (no 4), 2012, 225 p., 24 cm (ISBN 978-2-907673-12-9, ISSN 1242-8086, BNF 43542091)
- Christian Anatole (Directeur de publication) et Société des amis de Jean Boudou (Naucelle, Aveyron) (Éditeur scientifique), Jean Boudou 1920-1975 : actes du colloque de Naucelle, 27-28-29 septembre 1985, Béziers, Centre international de documentation occitane, coll. « Publications du Centre international de documentation occitane. / Actes de colloques » (no 4), 1987, 276 p., couv. ill. ; 22 cm (ISBN 2-901191-27-4, ISSN 0764-8529, BNF 34970594)
- Société des amis de Jean Boudou (Naucelle, Aveyron), Bulletin de la Société des amis de Jean Boudou : Premier n° paru : n° 1 (1985, juin)., Naucelle, Société des amis de Jean Boudou, 21 cm (ISSN 0989-893X, BNF 34409982)
- (oc) Joan Bodon (préf. Enric Mouly, ill. Marius Valière), Joan Boudou. 'Contes dels Balssas' : Avec une adaptation française : les Ancêtres d'Honoré de Balzac., Villefranche-de-Rouergue, Salingardes, 1953, 324 p., fig., couv. en coul. ; In-16 (BNF 31851888)
- (oc) Joan Bodon (préf. Enric Mouly), Contes del meu ostal : reculits per Joan Boudou. Avec une adaptation française., Villefranche-de-Rouergue, Salingardes, 1951, 112 p., In-16 (BNF 31851887)

### Eugène Viala
- Paul Ramadier, Eugène Viala, poète des solitudes, Rodez, Georges Subervie, 1922, 21 p., In-16 (BNF 31173710)
- Pierre Jalabert et Armand Boutillier du Retail (Collecteur), Dossiers biographiques Boutillier du Retail : Documentation sur Eugène Viala (Coupures de presse), Paris, Le monde nouveau, 1924, 1 pièce ; in-8 (BNF 43716110)
- Jehan d' Arvieux (préf. C. Gandilhon Gens d'Armes), Le Décor d'un rêve d'artiste (Eugène Viala) : 39 illustrations d'Eugène Viala, Rodez, Carrère, 1926, 368 p., In-8° (BNF 31735170)
- Hommage à Eugène Viala : Inauguration du monument Eugène Viala, Rodez, 8 septembre 1930, Rodez, Carrère, 1933 (BNF 34184762)
- Jacques Viala, La pensée de Viala : L'art de Renaud de Vézins : Avec deux portraits de Jean Ferrieu, Rodez, P. Carrère, 1934, 23 p., In-8° (BNF 31569468)
- Francis Carco, Bohème d'artiste, Paris, A. Michel, 1940, 287 p., In-16 (BNF 31906729), chap. XI
- Bernard Combes de Patris, Jacques Bousquet et Paul Ramadier, Le centenaire d'Eugène Viala : Extrait de la Revue du Rouergue, n° 52, octobre-décembre 1959 (Discours), Rodez, Revue du Rouergue, 1959, 1 pièce (paginé 364-401) ; in-8 (BNF 40370503)
- Albert Roussanne (préf. Jean Adhemar), Eugène Viala : graveur du fantastique, 1859-1913, Rodez, Subervie, 1985, 366 p., 2 p. de pl.-14 f. de pl. : couv. ill. ; 21 cm (BNF 34862931)
- Chantal Lalle, Eugène Viala ou le cri du silence, Aguessac, Éd. asociatives Clapàs, coll. « Les ami(e)s à voix » (no 7), 1997, 229 p., ill., couv. ill. en coul. ; 29 cm (ISBN 2-907813-14-5, ISSN 1159-9758, BNF 36162824)

- Association Les Amis d'Eugène Viala et du Lévézou et Serge Bories (dir.), Murmures de notre terre (Périodique), Salles-Curan, Association Les Amis d'Eugène Viala et du Lévézou, 2004-, n° : ill. ; 30 cm (ISSN 2115-2071, BNF 42389152)
- Serge Bories et Société des lettres, sciences et arts de l'Aveyron, Le préfet dans le décor d'un rêve d'artiste ou Jean Moulin chez Eugène Viala : Études aveyronnaises 2002 (Périodique), Rodez, Société des lettres, sciences et arts de l'Aveyron, 2002, 24 cm (ISSN 1271-6081)
- Chantal Lalle et Société des lettres, sciences et arts de l'Aveyron, Eugène Viala et le Lévezou : Études aveyronnaises 2002 (Périodique), Rodez, Société des lettres, sciences et arts de l'Aveyron, 2002, 24 cm (ISSN 1271-6081)
- Jean-Louis Aussibal et Société des lettres, sciences et arts de l'Aveyron, Intérieur, une nouvelle singulière d’Eugène Viala : Études aveyronnaises 2009 (Périodique), Rodez, Société des lettres, sciences et arts de l'Aveyron, 2009, 24 cm (ISSN 1271-6081)
- Serge Bories et Société des lettres, sciences et arts de l'Aveyron, Eugène Viala, rebelle et magnifique. Etude d’après une série de lettres d’Eugène Viala adressées à Denys Puech, de 1898 à 1912 : Études aveyronnaises 2012 (Périodique), Rodez, Société des lettres, sciences et arts de l'Aveyron, 2012, 24 cm (ISSN 1271-6081)
- Jean-Louis Aussibal, Serge Bories (dir.) et Association Les Amis d'Eugène Viala et du Lévézou, Les faneurs de rythmes ou le mystère des trois poètes (Etude d'une nouvelle d'E.Viala) : Murmures de notre terre nº14, Salles-Curan, Association Les Amis d'Eugène Viala et du Lévézou, 2014, n° : ill. ; 30 cm (ISSN 2115-2071, BNF 42389152)

### François-Louis d'Adhémar de Panat
- Charles Joseph Eugène Marquis de Boisgelin, Les Adhémar : généalogie. Première partie, Draguignan, Impr. de C. et A. Latil, 1900, 336 p., 28 cm (BNF 34209592), p. 78 - Les Adhémar : généalogie. sur Gallica

#### Famille d'Adhémar
- Pierre-Georges Roy, La Famille Adhémar de Lantagnac, Lévis, 1908, 21 p., In-8° (BNF 34209593)

### Famille de Barrau (Carcenac)
- Hippolyte de Barrau, Documens historiques et généalogiques sur les familles et les hommes remarquables du Rouergue, dans les temps anciens et modernes, t. 4, Rodez, N. Ratery, 1860, in-8 (BNF 30059196), p. 95-109
Documens historiques et généalogiques sur les familles et les hommes remarquables du Rouergue sur Gallica
- Gustave Chaix d'Est-Ange, Dictionnaire des familles françaises anciennes ou notables à la fin du XIXe siècle, t. 2, Évreux, C. Hérissey, 1904, in-8 (BNF 34209118), p. 361-362
Dictionnaire des familles françaises sur Gallica
- Joseph de Bonald, Documents généalogiques sur des familles du Rouergue, Rodez, E. Carrère, 1902, 394 p., in-8 (BNF 30124669), p. 63-66
- France. Intendance (Montauban), France. Intendance (Auch) et Jean Vignau (Éditeur scientifique), Nobiliaire des généralités de Montauban et d'Auch, et du pays de Foix.... T. I, Jugements de A à F : dressé sur titres originaux réunis par les intendants lors de la recherche des usurpateurs du titre de noblesse entre 1696 et 1718, Biran, Histoire et familles du Sud-Ouest, 1998, 541 p., 25 cm (ISBN 2-9512489-1-1, BNF 37025387), p. 212-214
- Henry Bédel (préf. R.P. dom J.-M. Besse), Figures Rouergates : Jean et Paul de Barrau, Paul Fabre, Henri Fabre de Montbez, morts au champ d'honneur, Rodez, Carrère, 1919, 147 p., In-16 (BNF 34215930)
- Henry Bedel, « Les trois historiens de Barrau (Hippolyte, Eugène, Fernand de Barrau) », Le Courrier du Centre,‎ 15 septembre 1935 (ISSN 2124-8605)
- Henry Bedel, « Les trois historiens de Barrau (Hippolyte, Eugène, Fernand de Barrau) », Journal de l'Aveyron,‎ 15 septembre 1935 (ISSN 2102-8656)
- Cercle généalogique du Rouergue et Pierre Cabrol (Rédacteur), Bulletin du Cercle généalogique du Rouergue : Ce que Hippolyte de Barrau nous a caché (Périodique), Rodez, Cercle généalogique du Rouergue, 1992-, 30cm (ISSN 1165-2241, BNF 34454827), nº 22
- Émile Vigarié, Esquisse générale du département de l'Aveyron, publiée, sous les auspices du Conseil général, des chambres de commerce de Rodez et de Millau et de la Société centrale d'agriculture de l'Aveyron : Les frères de Barrau, Hippolyte et Adolphe de Barrau, Rodez, P. Carrère, 1927, In-4° à 2 col., XX-228 p., pl., cartes, portrait (BNF 31575783)
- Eugène de Barrau et Antoine Débat (préf. Antoine Débat), Les chemins d'une vie : carnets intimes d'un notable aveyronnais, 1832-1862 (Bibliographie), Rodez, Société des lettres, sciences et arts de l'Aveyron, coll. « Archives historiques du Rouergue » (no 27), 2007, 260 p., XCI-260 p. : couv. ill. ; 24 cm (ISBN 978-2-908570-11-3 et 2-908570-11-4, ISSN 1245-9747, BNF 41078339)

## Gastronomie

### Entraygues-et-du-fel (AOC)
- Zefir Bòsc, La vigne et le vin du Fel et d'Entraygues : historique, tènements viticoles, travail, production, commerce, désastres, renouveau et métrologie ancienne, Espeyrac, Z. Bosc, 1995, 415 p., ill., couv. ill. en coul. ; 24 cm (ISBN 2-9509157-0-1, BNF 37018999)

### Marcillac (AOC)
- Jean-Michel Cosson et Catherine Bex, Le vignoble de Marcillac : une oasis de pampres au cœur du pays vert, Millau, Éd. du Beffroi, 1995, 186 p. (ISBN 2-908123-18-5, BNF 35795588)
- Jean-Luc Berger, Les filières de la vinification : La vigne et le vin, Paris, Science et vie, coll. « Science et vie. Numéro hors série » (no 155), septembre 1986 (ISSN 0151-0282, BNF 34350497), p. 72-79
- Colette Navarre, L'Œnologie, Paris, Tec et doc : J.B. Baillière, coll. « Agriculture d'aujourd'hui », 1988, 302 p., XVI-302 p. : ill. ; 24 cm (ISBN 2-85206-431-6, ISSN 0982-2518, BNF 34976662)

### Estofinade
- Christian Bernad et Daniel Crozes (photogr. Kristof Guez), L'estofi : le plat qui venait du froid, Arles, Éd. du Rouergue, 2012, 175 p., ill. en noir et en coul., couv. ill. en coul. ; 24 cm (ISBN 978-2-8126-0350-1, BNF 42637784)

### Fromage de Laguiole
- Yves Garric (photogr. André Molinier), Paroles de burons, Rodez, Fil d'Ariane éd., 2001, 250 p., ill. en noir et en coul., couv. ill. en coul. ; 22 cm (ISBN 2-912470-23-4, BNF 37696262)
- Daniel Crozes (photogr. Jean Ribière), Dans les burons de l'Aubrac, 1950-1960, Arles, Éditions du Rouergue, coll. « La France des métiers », 2013, 47 p., 20 cm (ISBN 978-2-8126-0554-3, BNF 43676898)
- Éric Bordessoule, Les montagnes du Massif central : espaces pastoraux et transformation du milieu rural dans les monts d'Auvergne, Clermont-Ferrand, Presses universitaires Blaise Pascal, coll. « CERAMAC » (no 17), 2001, 369 p., ill. en noir et en coul., couv. ill. ; 24 cm (ISBN 2-84516-166-2, ISSN 1242-7780, BNF 37707807, lire en ligne)
- Laurent Fau (Directeur de publication), Les monts d'Aubrac au Moyen âge : genèse d'un monde agropastoral, Paris, Éd. de la Maison des sciences de l'homme, coll. « Documents d'archéologie française » (no 101), 2006, 214 p., ill., couv. ill. ; 30 cm (ISBN 978-2-7351-1117-6, ISSN 0769-010X, BNF 41039796)
- Jacinthe Bessière, Valorisation du patrimoine gastronomique et dynamiques de développement territorial : le haut plateau de l'Aubrac, le pays de Roquefort et le Périgord noir, Paris, l'Harmattan, coll. « Logiques sociales », 2001, 364 p., graph. ; 22 cm (ISBN 2-7475-1261-4, ISSN 0295-7736, BNF 37704952, présentation en ligne)
  - Valorisation du patrimoine gastronomique et dynamiques de développement territorial sur Google Livres
- Eugène Marre, La race d'Aubrac et le fromage de Laguiole : Fac-sim. de la 2e éd. de : Rodez : E. Carrère, 1904, Nîmes, C. Lacour, coll. « Rediviva », 2005, 119 p., ill., couv. ill. ; 30 cm (ISBN 2-7504-0736-2, ISSN 0989-4616, BNF 40018616)
- Alfred Durand, La vie rurale dans les Massifs volcaniques des Dores, du Cézallier, du Cantal et de l'Aubrac : Fac-sim. de l'éd. de : Aurillac : Impr. moderne, 1946, Nonette, Centre de réalisations, d'études et d'éditions régionales, coll. « Auvergne, livres rares », 2006, 530 p., ill., cartes, couv. ill. en coul. ; 23 cm (ISBN 978-2-84819-057-0, ISSN 1774-3664, BNF 40139366, présentation en ligne)
  - La vie rurale dans les Massifs volcaniques des Dores, du Cézallier, du Cantal et de l'Aubrac sur Google Livres
- CNRS (France). Recherche coopérative sur programme 28 et Georges-Henri Rivière (Directeur de publication), L'Aubrac : étude ethnologique, linguistique, agronomique et économique d'un établissement humain / Recherche coopérative sur programme, vol. 1-7, Paris, Éd. du CNRS, 1970-86, Couv. ill. ; 27 cm (BNF 37011692)

### Aligot
- Alice Billouet, Ministère de l'alimentation, de l'agriculture et de la pêche, « Agriculture de montagne : l'aligot, la bonne étoile de l'Aubrac », Alim'agri, no 1549,‎ juillet-août-septembre 2011, p. 30-32 (ISSN 2110-4867)
- Jean Anglade (photogr. Francis Debaisieux, Hervé Monestier, Pierre Soissons), Mémoires paysannes, Clermont-Ferrand, De Borée, 2003, 159 p., ill. en coul., couv. ill. en coul. ; 29 cm (ISBN 2-84494-153-2, BNF 38977433)
- Joël Robuchon et Dr Patrick P. Sabatier (photogr. Hervé Amiard et Laurence Mouton), Le meilleur et le plus simple de la pomme de terre : 100 recettes, Paris, Librairie générale française, coll. « Livre de poche. Pratique » (no 8159), 1996, 223 p., ill. en coul., couv. ill. en coul. ; 18 cm (ISBN 2-253-08159-0, ISSN 0294-1015, BNF 35847747)

## Communes

### Arrondissement de Rodez
- Rodez

1 Géographie - Géologie
- Bernadette Suau, Annie Bugat (Cartographe), Geneviève Verninas (Cartographe) et Marie-Claude Bories (Cartographe), Rodez, Aveyron : plan et notice, Paris, Ed. du CNRS, coll. « Atlas historique des villes de France », 1983, 3 p. : ill. ; 42 cm + 1 plan dépl. + 1 f. de carte + 1 f. de légende (ISBN 2-222-03298-9, BNF 37310789)
- Yvonne Boisse de Black, Le détroit de Rodez et ses bordures cristallines : étude géologique et morphologique, t. XXXVI, Paris ; Liège, Librairie polytechnique Ch. Béranger, coll. « Bulletin des services de la carte géologique de la France et des topographies souterraines » (no 188), 1933, 310 p., ill. ; 25 cm + 1 carte géologique (ISSN 0366-4201, BNF 37375955)
- Daniel M. Trumpy, Le Lias moyen et supérieur des Grands Causses et de la région de Rodez : contributions stratigraphiques, sédimentologiques et géochimiques à la connaissance d'un bassin à sédimentation marneuse..., Pau, Université de Pau et des pays de l'Adour, coll. « Cahiers de l'Université » (no 19), 1984, 363 p., ill. ; 30 et 57 × 82 cm (ISSN 0247-8463, BNF 37699009)

2 Urbanisme - Administration
- Centre d'études des transports urbains (France), Direction départementale de l'équipement (Aveyron) et Ville de Rodez, Étude d'environnement Rocade de l'Auterne, Bagneux, CETUR, 1978, 43 p., ill. en noir et en coul., couv. ill. en coul. ; 42 cm (BNF 35672189)
- Communauté d'agglomération du Grand Rodez, Julie Lourgant et Diane Joy, Chroniques du patrimoine, Grand Rodez : Recueil d'articles précédemment publ. dans le journal "Centre-Presse", septembre 2010-juin 2011., Rodez, Éd. du Musée Fenaille, 2011, 71 p., ill. en noir et en coul., couv. ill. ; 21 cm (ISBN 978-2-9540689-0-9, BNF 42563529)
- Agence publique pour l'immobilier de la justice (France), Jean-Pierre Weiss, Yves Lansoy et Marie-Bénédicte Caumette, Maison d'arrêt de Rodez, Aveyron, Paris, APIJ, 2013, 32 p., ill. en coul., couv. ill. en coul. ; 24 cm (BNF 43644140)
- Pierre-Marie Terral (préf. Albert Weitten, photogr. Adelaïde Maisonabe), Bosch Rodez : une ville, une usine, Toulouse, Éd. Privat, 2011, 93 p., ill. en noir et en coul., couv. ill. ; 18 × 25 cm (ISBN 978-2-7089-8352-6, BNF 42558960)
- Marc Censi, Rodez : la révolution tranquille de l'intercommunalité, Rodez, Maison du livre, 2012, 265 p., ill., couv. ill. ; 23 cm (ISBN 978-2-9543043-0-4, BNF 42798334)

3 Histoire
- Henri Enjalbert (Directeur de publication), Histoire de Rodez, Toulouse, Privat, coll. « Pays et villes de France », 1981, 383 p., ill. ; 24 cm (ISBN 2-7089-8218-4, ISSN 0293-3675, BNF 34731445)
- Robert Taussat (ill. Jacques Poulet, photogr. Pierre Lançon), Sept siècles autour de la cathédrale de Rodez : histoire et vie quotidienne, Rodez, Éd. du Rouergue, 1992, 349 p., ill. en noir et en coul., couv. ill. ; 26 cm (ISBN 2-905209-55-0, BNF 35523911)
- Jean Dhombres, Yves Labat, Édouard Thubières et Roger Vignes, Rodez : deux mille ans d'histoire, Rodez, Éd. du Rouergue, 1996, 167 p., ill. en noir et en coul., couv. ill. en coul. ; 28 cm (ISBN 2-84156-022-8, BNF 35856794)

3.1 Préhistoire - Antiquité
- Annie Philippon (Directrice de publication), Michel Baud, Annie Caubet et Georges Costantini, Statues-menhirs : des énigmes de pierre venues du fond des âges, Rodez, Éd. du Rouergue, 2007, 221 p., ill. en noir et en coul., couv. ill. ; 24 cm (ISBN 978-2-84156-942-7, BNF 41267914)
- Alexandre Albenque (préf. André Aymard), Les Rutènes : études d'histoire, d'archéologie et de toponymie gallo-romaines, Rodez, P. Carrere, 1948, 339 p., cartes, ill. ; 25 cm (BNF 37394724)
- Philippe Gruat (Directeur de publication) et Georges Marty (Directeur de publication), Vivre et mourir à Segodunum durant l'Antiquité : les enseignements des fouilles de Notre Dame du Bon Accueil à Rodez, Aveyron, Rodez ; Montrozier, Musée du Rouergue ; Musée de Montrozier, coll. « Guide d'archéologie » (no 10), 2003, 294 p., ill., couv. ill. en coul. ; 24 cm (ISBN 2-907279-57-2, ISSN 1242-7896, BNF 39106700)

3.2 Moyen Âge
- Archives départementales (Aveyron) et Jean-Loup Lemaître (Rédacteur), Manuscrits du Chapître et de l'Évêché de Rodez : manuscrits conservés aux Archives départementales et à l'évêché, Rodez, Archives départementales de l'Aveyron, 1985, 138 p., couv. ill. en coul. ; 30 cm (ISBN 2-86012-007-6, BNF 36619413)
- Roger Nougaret, Hôpitaux, léproseries et bodomies de Rodez : de la Grande peste à l'hôpital général : vers 1340-1676, Rodez, Subervie, coll. « Collection Recherches historiques nationales et régionales », 1986, 272 p., ill., couv. ill. ; 21 cm (BNF 35006033)
- Nicole Lemaître (préf. Jean Delumeau), Le Rouergue flamboyant : clergé et paroisses du diocèse de Rodez, 1417-1563, Paris, Éd. du Cerf, coll. « Histoire », 1988, 652 p., ill., couv. ill. en coul. ; 24 cm (ISBN 2-204-02851-7, ISSN 0769-2633, BNF 34938787)
- Raymond d' Austry et Antoine Débat (Éditeur scientifique), Livre de raison de Raymond d'Austry : bourgeois et marchand de Rodez (1576-1624) / transcrit et annoté par Antoine Débat, Rodez, Société des lettres, sciences et arts de l'Aveyron, coll. « Archives historiques du Rouergue » (no 23), 1991, 263 p., ill., couv. ill. ; 24 cm (ISBN 2-908570-01-7, BNF 36653510)
- Jacques Bousquet, Le Rouergue au premier Moyen âge. Tome 1 : vers 800-vers 1250 : les pouvoirs, leurs rapports et leurs domaines, Rodez, Société des lettres, sciences et arts de l'Aveyron, coll. « Archives historiques du Rouergue » (no 24), 1992, 426 p., couv. ill. ; 24 cm (ISBN 2-908570-02-5, ISSN 1245-9747, BNF 35552831)
- Jacques Bousquet, Le Rouergue au premier Moyen âge. Tome 2 : vers 800-vers 1250 : les pouvoirs, leurs rapports et leurs domaines, Rodez, Société des lettres, sciences et arts de l'Aveyron, coll. « Archives historiques du Rouergue » (no 25), 1994, 434 p., couv. ill. ; 24 cm (ISBN 2-908570-04-1, ISSN 1245-9747, BNF 36684881)
- Ann Wroe (trad. de l'anglais par Béatrice Vierne), Le marchand, le juge et le magot : chronique d'une querelle familiale au Moyen âge ; trad. de l'anglais, Paris, J.-C. Lattès, 1996, 304 p., couv. ill. en coul. ; 23 cm (ISBN 2-7096-1700-5, BNF 35823047)
- Médiathèque municipale (Rodez) (Éditeur scientifique), Un livre d'heures à l'usage de Rodez : vers 1460-1470, Rodez, Médiathèque de Rodez, 2003, 54 p., ill. en coul., couv. ill. en coul. ; 24 cm (ISBN 2-9519594-0-0, BNF 38974346)
- Matthieu Desachy, Cité des hommes : le chapitre cathédral de Rodez, 1215-1562, Rodez, Éd. du Rouergue, 2005, 577 p., couv. ill. en coul. ; 25 cm (ISBN 2-84156-665-X, BNF 40063427)
- Jean Dufour, Les Évêques d'Albi, de Cahors et de Rodez : des origines à la fin du XIIe siècle, Paris, Éd. du CTHS, coll. « Mémoires et documents d'histoire médiévale et de philologie » (no 3), 1989, 92 p., couv. ill. ; 24 cm (ISBN 2-7355-0176-0, ISSN 0985-5106, BNF 35041801)
- Antoine Bonal, Comté et comtes de Rodez, Rodez, E. Carrère, coll. « Publications de la Société des lettres, sciences et arts de l'Aveyron », 1885, 768 p., in-8 (BNF 30124501)
- Joseph de Bonald, Les comtes de Rodez et les seigneurs de Bénavent : Fac-sim. de l'éd. de : Paris : H. Champion, 1905, Nîmes, Lacour-Ollé, coll. « Rediviva », 2010, 47 p., couv. ill. en coul. ; 21 cm (ISBN 978-2-7504-2523-4, ISSN 0989-4616, BNF 42199286)

3.3 Époque moderne
- Sylvie Mouysset (préf. Nicole Lemaitre), Le pouvoir dans la bonne ville : les consuls de Rodez sous l'Ancien régime, Rodez, Société des lettres, sciences et arts de l'Aveyron, 2000, 645 p., ill., couv. ill. ; 24 cm (ISBN 2-912025-04-4, BNF 37108828)
- Médiathèque municipale (Rodez), Atlas, cartes et plans sous l'Ancien Régime dans les collections de la Médiathèque de Rodez : exposition présentée à la Médiathèque de Rodez du 3 mai au 4 juillet 2002, Rodez, Médiathèque de Rodez, 2002, 76 p., ill., couv. ill. en coul. ; 30 cm (BNF 40087683)
- Jean Maurel, Rodez et son pays au temps des Lumières : chronique intime, Toulouse, J. Maurel, 2006, 201 p., ill., couv. ill. ; 24 cm (ISBN 2-9508759-5-5, BNF 40933482)

3.4 Révolution
- Alfred Andrieu, Les prêtres-martyrs de la place du Bourg, à Rodez (1793-1794), Rodez, P. Carrère, 28 décembre 1927, 55 p., In-8 (BNF 31721391)

3.5 Époque contemporaine
- Yves Carcenac, Henri Carcenac, 1790-1855 : un maire de Rodez tourné vers l'avenir, Montauban, Éd. Toute latitude-Terres d'excellence, coll. « Biographie », 2012, 140 p., couv. ill. ; 22 cm (ISBN 978-2-35282-029-1, BNF 42639242)
- Emma-Paule Saboya, À l'ombre de la cathédrale : mémoire d'une collégienne (1923-1930), Rodez, Subervie, 1984, 200 p., couv. ill. ; 19 cm (BNF 34765733)
- Bernard Pouget, Les enfants du faubourg de Rodez : 1930-1950, Martel, Éd. du Laquet, coll. « À travers la France », 1996, 123 p., couv. ill. en coul. ; 23 cm (ISBN 2-910333-46-9, BNF 36158882)

3.6 Affaire Fualdès
- Pierre Darmon, La rumeur de Rodez : histoire d'un procès truqué, Paris, A. Michel, 1991, 242 p., couv. ill. en coul. ; 23 cm (ISBN 2-226-05447-2, BNF 36652803)
- Michel-Louis Rouquette, La rumeur et le meurtre : l'affaire Fualdès, Paris, Presses universitaires de France, coll. « Sociologie d'aujourd'hui », 1992, 110 p., 22 cm (ISBN 2-13-044503-9, ISSN 0768-0503, BNF 36658367)
- Philippe Méraux, Clarisse et les égorgeurs : l'affaire Fualdès, Rodez, Éd. du Rouergue, 1999, 345 p., ill., couv. ill. en coul. ; 24 cm (ISBN 2-84156-197-6, BNF 37082505)
- (oc) Maurice Bony et Amans Batut (trad. de l'occitan), L'afar de Fualdes : qué n'en sabèm uèi ?, Onet-le-Château, Éd. du Grelh Roergàs, coll. « Grelh roergàs » (no 29), 2008, 117 p. (ISBN 978-2-85579-072-5, BNF 41438489)
- Paul Astruc (ill. Paul Astruc), Fualdès, Rodez, Éd. du Rouergue, 1984, 50 p., Bande dessinée (ISBN 2-905209-00-3, BNF 36630016)

4 Cathédrale Notre-Dame
- Société des lettres, sciences et arts de l'Aveyron, VIIe centenaire de la cathédrale de Rodez : communications / présentées à la séance de la Société des lettres du 20 mai 1977... Rodez, Rodez, Société des lettres, sciences et arts de l'Aveyron, 1979, 167 p., ill., couv. ill. ; 22 cm (BNF 34684767)
- Claire Delmas, Inauguration du grand orgue reconstruit de la cathédrale de Rodez : 10 et 11 octobre 1986 (programme), Rodez, Ville de Rodez, 1986, Non paginé : couv. ill. ; 30 cm (BNF 37070394)
- Robert Dulau (photogr. Alain Willaume), Voyage en cathédrale : Notre-Dame de Rodez, Rodez, Éd. du Rouergue, 1987, 147 p. (ISBN 2-905209-09-7, BNF 34968270)
- Claire Delmas (photogr. André Kumurdjian), Cathédrale de Rodez, Saint-Georges-de-Luzençon, Ed. du Beffroi, 1991, 56 p., ill. en coul., couv. ill. en coul. ; 22 cm (ISBN 2-908123-09-6, BNF 35551957)
- Gérard Bessière et Hyacinthe Vulliez, "La mise au tombeau" de la cathédrale de Rodez, Rodez, Ed. du Rouergue, 1994, 87 p., ill. en coul., couv. ill. en coul. ; 25 cm (ISBN 2-905209-96-8, BNF 35740777)
- F. Magne, Notice archéologique sur l'église cathédrale de Rodez : Fac-sim. de l'éd. de Rodez : Impr. N. Ratery, 1842, Nîmes, C. Lacour, coll. « Rediviva », 2001, 130 p., couv. ill. ; 21 cm (ISBN 2-84692-149-0, ISSN 0989-4616, BNF 37650052)
- Françoise Talvard, La maîtrise de la cathédrale de Rodez aux XVIIe et XVIIIe siècles, Versailles, Éd. du Centre de musique baroque de Versailles, coll. « Cahiers Philidor » (no 31), 2005, 36 p., ill., fac-sim. ; 30 cm (ISBN 2-911239-46-6, BNF 40024854)
- La cathédrale de Rodez : les vitraux de Stéphane Belzère, Paris, Éd. du Patrimoine, coll. « Itinérances », 2008, 54 p., ill. en noir et en coul., couv. ill. en coul. ; 23 cm (ISBN 978-2-7577-0028-0, BNF 41312162)

5 Divers
- Aveyron. Archives départementales et Jacques Bousquet, En Rouergue à travers le temps : guide commenté du Musée des archives départementales, Rodez, Archives départementales, 1961, 324 p., In-8° (BNF 33110879)
- Christian Bernard et Lycée agricole (Rodez) (Éditeur scientifique), La Flore du domaine du Lycée agricole de Rodez-La Roque, Rodez, Lycée agricole, 1983, 54 f. : ill., couv. ill. ; 30 cm (BNF 34713536)
- Gaston Ferdière, Rapport sur le fonctionnement de l'hôpital psychiatrique de Rodez du 23 juillet 1941 au 30 novembre 1942, Paris, Maxmed--Nervure, 1992, 42 p., ill. ; 30 cm (BNF 36669449)
- Robert Taussat, Rodez : un nom, une rue, Rodez, Société des lettres, sciences et arts de l'Aveyron, 1998, 653 p., ill., couv. ill. en coul. ; 24 cm (ISBN 2-908570-07-6, BNF 37032032)
- Jean-Michel Cosson, Histoire des rues de Rodez, Romagnat, de Borée, 2003, 175 p., ill., couv. ill. ; 31 cm (ISBN 2-84494-198-2, BNF 39103534)
- Catherine Samson-Bécouze, Rodez, Rodez, Éd. du Rouergue, coll. « De ville en ville », 2001, 61 p., ill. en noir et en coul., couv. ill. en coul. ; 21 cm (ISBN 2-84156-304-9, BNF 37716179)
- La Dépêche du Midi (Toulouse), Stéphane Hurel (Rédacteur) et Claude Boudes (Rédacteur) (photogr. Jean-Louis Pradels), RAF, 80 ans de fidélité : du stade ruthénois au Rodez Aveyron Football, Bez-et-Esparon, Études & communication éd., 2008, 96 p., ill. en noir et en coul., couv. ill. ; 29 cm (ISBN 978-2-911722-50-9, BNF 41281779)
- Michel Lombard, Les diablotins du pensionnat : récit, Portet-sur-Garonne, Loubatières, 2011, 124 p., couv. ill. ; 21 cm (ISBN 978-2-86266-638-9, BNF 42392658)
- Émily Teyssèdre-Jullian et Thomas Smith-Vaniz, Rodez de A à Z, Saint-Cyr-sur-Loire, A. Sutton, coll. « De A à Z », 2001, 128 p., ill. en noir et en coul., couv. ill. en coul. ; 24 cm (ISBN 978-2-8138-0331-3, ISSN 1773-6951, BNF 42434972)
- Christophe Belser (ill. Claude Verdu et le Carto-club aveyronnais), Rodez, Prahecq, P & M, Patrimoines médias, coll. « Il y a 100 ans, en cartes postales anciennes », 2012, 140 p., ill. en noir et en coul., couv. ill. ; 27 × 30 cm (ISBN 978-2-36459-008-3, ISSN 1956-5917, BNF 42802950)

#### Canton de Baraqueville-Sauveterre
- (oc + fr) Christian-Pierre Bedel (préf. Denys Jaudon), La Barraca Sauvatèrra : Bossac, Cambolaset, Castanet, Colombièrs, Gramont, Manhac, Moirasés, Pradinàs / Christian-Pierre Bedel e los estatjants del canton de La Barraca-Sauvatèrra, Rodez, Mission départementale de la culture, coll. « Al canton », 1998, 271 p., ill., couv. ill. ; 28 cm (ISBN 2-907279-36-X, ISSN 1151-8375, BNF 36988794)

- Baraqueville
  - Henri Enjalbert, Ainsi naquit Baraqueville, Baraqueville, La Commune, 1975, 77 p., ill. ; 24 cm (BNF 34641401)
  - Henri Enjalbert (Directeur de publication), Roger Béteille, Jacques Bousquet, Gérard Cholvy, Jean Delmas, Michel Labrousse, Nicole Lemaitre et Pierre Loubière, Histoire du Rouergue, Toulouse, Privat, coll. « Univers de la France et des pays francophones » (no 44), 1980, 508 p., ill. ; 24 cm (ISBN 2-7089-1689-0, BNF 34727041)
  - Daniel Crozes, Sur les chemins du Ségala, Fédération interdépartementale des Sentiers de Pays, 1984

- Sauveterre-de-Rouergue

- Boussac
  - Arthémon Garric, L'Histoire de Boussac, Boussac, A. Garric, 1973, 157 p., 23 cm (BNF 34562009)

- Camboulazet

- Castanet

- Colombiès

- Gramond

- Manhac

- Moyrazès

- Pradinas

#### Canton de Bozouls
- (oc + fr) Christian-Pierre Bedel, Boason : Gabriac, La Lobièira, Mont Rosièr, Rodella / Christian-Pierre Bedel e los estatjants del canton de Boason, Rodez, Mission départementale de la culture, coll. « Al canton », 1994, 235 p., ill., couv. ill. ; 28 cm (ISBN 2-907279-17-3, ISSN 1151-8375, BNF 36679010)

- Bozouls
  - R. Combal, S. Fraissine et J. Maruéjouls, Un trésor de découvertes : Bozouls, Conques, Marcillac : Aveyron, Bozouls, Pôle d'économie du patrimoine Dourdou, Causse, Rougier, 2005, 47 p., ill. en noir et en coul., couv. ill. en coul. ; 23 cm (ISBN 2-9524468-0-6, BNF 40144090)

- Gabriac

- La Loubière

- Montrozier

- Rodelle

#### Canton de Cassagnes-Bégonhès
- (oc + fr) Christian-Pierre Bedel (préf. Bernard Destours), Cassanhas : Arviu, Auriac, Caumont, La Grand'Vila, Saumièg, Senta-Jaleda / Christian-Pierre Bedel e los estatjants del canton de Cassanhas, Rodez, Mission départementale de la culture, coll. « Al canton », 1996, 240 p., ill., couv. ill. ; 28 cm (ISBN 2-907279-30-0, ISSN 1151-8375, BNF 36693004)

- Cassagnes-Bégonhès

- Arvieu

- Auriac-Lagast

- Calmont

- Comps-la-Grand-Ville

- Sainte-Juliette-sur-Viaur
  - Marie-Paule Grégoire, Le Petit tailleur de Sainte-Juliette-sur-Viaur, Rodez, Subervie, 1973, 409 p., ill., couv. ill. ; 19 cm (BNF 35148152)

- Salmiech

#### Canton de Conques
- (oc + fr) Christian-Pierre Bedel, Concas : Gand-Vabre, Noalhac, Sant-Faliç, Senèrgas, Sent-Cebrian / Christian-Pierre Bedel e los estatjants del canton de Concas, Rodez, Mission départementale de la culture, coll. « Al canton », 1993, 248 p., ill., couv. ill. ; 28 cm (ISBN 2-907279-14-9, ISSN 1151-8375, BNF 36679015)

- Conques
  - Jean-Michel Cosson (ill. Paul Astruc), Conques, cité des siècles : Contient des extr. du "Carnet de voyage en Aveyron", en 1837, de Prosper Mérimée, Rodez, Subervie, 1997, 60 p., ill., couv. ill. en coul. ; 33 cm (ISBN 2-911381-02-5, BNF 36176008)
  - Le miroir des miséricordes, XIIIe – XVIIe siècle : actes du colloque organisé par le groupe de recherches Images et sociétés et la Section d'histoire de l'art de l'Université de Toulouse-Le Mirail à Conques les 27 et 28 mai 1994, Conques, Centre européen d'art et de civilisation médiévale, coll. « Les cahiers de Conques » (no 2), 1996, 262 p., ill., couv. ill. en coul. ; 25 cm (ISSN 1250-6168, BNF 37670621)
  - Frère Jean-Régis Harmel et Jean-Claude Fau (Collaborateur), Conques : un religieux raconte son village, Paris, Éd. de l'Atelier, coll. « Regarder autrement », 1998, 63 p., ill. en noir et en coul., couv. ill. en coul. ; 23 cm (ISBN 2-7082-3358-0, ISSN 1279-2640, BNF 36971126)
  - Marie Renoue et Renaud Dengreville, Conques : moyenâgeuse, mystique, contemporaine, Rodez, Éd. du Rouergue, 1997, 267 p., ill. en noir et en coul., couv. et jaquette ill. en coul. ; 30 cm (ISBN 2-84156-070-8, BNF 36184760)
  - (de) Claire Delmas et Jean-Claude Fau (trad. du français, photogr. André Kumurdjian), Conques, Millau, Éd. du Beffroi, coll. « Tourisme et culture en Aveyron », 2006, 79 p., ill. en coul., couv. ill. en coul. ; 22 cm (ISBN 2-908123-04-5, ISSN 1242-5052, BNF 41347679)

- Grand-Vabre

- Noailhac

- Saint-Cyprien-sur-Dourdou
  - Anne Falip, Saint-Cyprien-sur-Dourdou, village rouergat, Rodez, Subervie, 1979, 118 p., ill., couv. ill. ; 18 cm (BNF 34635837)
  - Anne Falip, Saint-Cyprien-sur-Dourdou, ancien prieuré de Conques, Saint-Cyprien, A. Falip, 2010, 155 p., 18 cm (ISBN 978-2-7466-2523-5, BNF 42319220)

- Saint-Félix-de-Lunel

- Sénergues
  - Henri Gras-Rascol et Monique Lajugie-Clot, Sénergues-en-Rouergue : histoire des paroisses de Sénergues, Saint-Sulpice-Pomiès et Notre-Dame d'Aynès-Montarnal-Lagarde de la sénéchaussée de Villefranche-de-Rouergue, (canton de Conques), Sénergues, H. Gras, 1998, 223 p., couv. ill. en coul. ; 24 cm (BNF 37039212)

#### Canton d'Entraygues-sur-Truyère
- (oc + fr) Christian-Pierre Bedel (préf. Jacques Blanc), Entraigas : Enguialés-Lo Fèl, Espeirac, Golinhac, Sent-Ipòli / Christian-Pierre Bedel e los estatjants del canton d'Entraigas, Rodez, Mission départementale de la culture, coll. « Al canton », 1995, 240 p., ill., couv. ill. ; 28 cm (ISBN 2-907279-22-X, ISSN 1151-8375, BNF 36688566)

- Entraygues-sur-Truyère
  - Bernard-Henri Serieys, Le chant des rivières : souvenirs d'un Entraygol, Rodez, Musée du Rouergue, coll. « Témoignages » (no 2), 1991, 84 p., couv. ill. ; 24 cm (ISBN 2-9505089-1-X, ISSN 1245-1096, BNF 35631541)
  - Zefir Bòsc (Éditeur scientifique), Racontes del país ribieiròl : légendes, contes, récits de la vallée d'Òlt, Aurillac, Gerbert, coll. « Colleccion del Grelh roergàs », 1988, 253 p., ill., couv. ill. en coul. ; 22 cm (ISSN 0768-519X, BNF 34949193)
  - Zefir Bòsc, Pescas d'Olt : la pêche ancienne en rives d'Olt, Espeyrac, Z. Bosc, 1990, 56 p., ill., couv. ill. ; 30 cm (BNF 35082072)
  - A. (abbé) Ginisty, Histoire d'Entraygues-sur-Truyère, Saint-Maixent-l'Ecole, Garnier et Cie, 1933, 518 p., in-8° (BNF 34116072)
  - Fédération française de la randonnée pédestre et Communauté de communes d'Entraygues-sur-Truyère, Le pays d'Entraygues, entre Lot et Truyère, lo Camin d'Olt, Aveyron, Paris, FFRP, 2003, 63 p., ill. en coul., couv. ill. en coul. ; 21 cm (ISBN 2-85699-966-2, BNF 39013172)

- Le Fel
  - Zefir Bòsc, La vigne et le vin du Fel et d'Entraygues : historique, tènements viticoles, travail, production, commerce, désastres, renouveau et métrologie ancienne, Espeyrac, Z. Bosc, 1995, 415 p., ill., couv. ill. en coul. ; 24 cm (ISBN 2-9509157-0-1, BNF 37018999)
  - Patrice Thébault (photogr. Patrice Thébault), Potier, Souyri, Éd. Au fil du temps, 2011, 48 p., 1 vol. (non paginé 48 p.) : nombreuses ill., couv. ill. ; 15 cm (ISBN 978-2-918298-10-6, BNF 42758349, lire en ligne)

- Espeyrac
  - Henri Gras-Rascol, Monique Lajugie-Clot, Renaud Falissard (Collaborateur), Jean-Claude Boscus (Collaborateur) et Les Compagnons des trois Dazes (Éditeur scientifique), Espeyrac en Aveyron : petite commune sur le chemin de Saint-Jacques-de-Compostelle, Aurillac, Éd. Gerbert, 2008, 199 p., ill., fac-sim., couv. ill. en coul. ; 24 cm (ISBN 978-2-85579-076-3, BNF 41442980)

- Golinhac

- Saint-Hippolyte

#### Canton d'Espalion
- (oc + fr) Christian-Pierre Bedel, Espaliu : Bessuèjols, Lo Cairòl, Castèlnau, Sant-Cosme, Las Sots / Christian-Pierre Bedel e los estatjants del canton d'Espaliu, Rodez, Mission départementale de la culture, coll. « Al canton », 1993, 312 p., ill., couv. ill. ; 28 cm (ISBN 2-907279-16-5, ISSN 1151-8375, BNF 36678785)

- Espalion

- Bessuéjouls

- Castelnau-de-Mandailles

- Le Cayrol

- Lassouts

- Saint-Côme-d'Olt

#### Canton d'Estaing
- (oc + fr) Christian-Pierre Bedel (préf. Léon Romieu), Estanh : Campuac, Cobison, Lo Nairac, Sebrasac, Vila Comtal / Christian-Pierre Bedel e los estatjants del canton d'Estanh, Rodez, Mission départementale de la culture, coll. « Al canton », 1994, 231 p., ill., couv. ill. ; 28 cm (ISBN 2-907279-19-X, ISSN 1151-8375, BNF 36685849)

- Estaing

- Campuac

- Coubisou
  - Émile Vigarié (juge de paix), Guerre de 1914-1918. Livre d'or de l'Aveyron, publié sous les auspices du conseil général et sous la direction du Comité aveyronnais de renseignements aux familles : Tome I : Arrondissement d'Espalion. Arrondissement de Millau, Rodez, G. Subervie, 1922, in-4° (BNF 34216126)
  - Henri Affre, Lettres à mes neveux sur l'histoire de l'arrondissement d'Espalion, vol. 2, Villefranche-de-Rouergue, Vve Cestan, 1858, 2 vol. in-8° (BNF 30004703), p. 371
  - Jean-Michel Cosson et Jean-Philippe Savignoni, L'Aveyron secret : peurs, croyances, superstitions et autres histoires maudites et effrayantes, Romagnat, De Borée, 2005, 311 p., couv. ill. en coul. ; 25 cm (ISBN 2-84494-332-2, BNF 40051488), p. 164
  - Jean Maurel, Rodez et son pays au temps des Lumières : chronique intime, Toulouse, J. Maurel, 2006, 201 p., ill., couv. ill. ; 24 cm (ISBN 2-9508759-5-5, BNF 40933482), p. 24

- Le Nayrac

- Sébrazac

- Villecomtal

#### Canton de Laguiole
- (oc + fr) Christian-Pierre Bedel (préf. Guy Dumas), La Guiòla : Cassuèjols, Curièiras, Mont-Peirós, Solatges / Christian-Pierre Bedel e les estatjants del canton de La Guiòla, Rodez, Mission départementale de la culture, coll. « Al canton », 2001, 372 p., ill., couv. ill. ; 28 cm (ISBN 2-907279-51-3, ISSN 1151-8375, BNF 37658504)

- Laguiole
  - Daniel Crozes, Le laguiole : une lame de légende, Rodez, Éd. du Rouergue, 1996, 156 p., ill. en noir et en coul., couv. ill. en coul. ; 29 cm (ISBN 2-84156-041-4, BNF 35840140)
  - Abbé Georges Gaidou, Laguiole en haut Rouergue : retour sur le passé, regard sur le présent. : Fac-sim. de l'éd. de : Laguiole : Syndicat d'initiatives, 1967, Nîmes, C. Lacour, coll. « Rediviva », 2002, 156 p., couv. ill. en coul. ; 21 cm (ISSN 0989-4616, BNF 38886155)
  - Abbé C. Besombes, Montmaton : sa terre et son histoire : Fac-sim de l'éd. de : Rodez : Impr. Carrère, 1949, Nîmes, C. Lacour, coll. « Rediviva », 2005, 84 p., ill., couv. ill. en coul. ; 21 cm (ISBN 2-7504-1038-X, ISSN 0989-4616, BNF 40027637)
  - Philippe Gagnebet (photogr. Patrice Thébault), Forge de Laguiole : voyage au centre d'une légende, Souyri, Au fil du temps éd., 2008, 61 p., nombreuses ill. en en coul., couv. ill. en coul. ; 25 × 28 cm (ISBN 978-2-9526745-6-0, BNF 41380615)
  - Thierry Moysset (Participant) et Pas de mention de réalisateur, Forge de Laguiole : un état d'esprit au service de la performance. : Film présenté au XXIVème Festival international de l'image institutionnelle et corporate (FIMAC) 2011, S.l., C tout vu production, 2010, 1 fichier vidéo numérique (6 min 21 s) : coul. (PAL), son. (BNF 42472061)

- Cassuéjouls

- Curières

- Montpeyroux
  - Francis Falguières, Les seigneurs du Bousquet et leurs alliances, Sainte-Radegonde, F. Falguières, 2010, 179 p., ill. en noir et en coul., couv. ill. en noir et en coul. ; 25 cm (ISBN 978-2-7466-2457-3, BNF 42319699)

- Soulages-Bonneval

#### Canton de Laissac
- (oc + fr) Christian-Pierre Bedel (préf. Yves Boyer), Laissac : Bertolena, Cossèrgas, Cruèjols, Galhac, Palmàs, Severac, Vimenet / Christian-Pierre Bedel e los estatjants del canton de Laissac, Rodez, Mission départementale de la culture, coll. « Al canton », 2000, 312 p., ill., couv. ill. ; 28 cm (ISBN 2-907279-45-9, ISSN 1151-8375, BNF 37108950)

- Laissac
  - André Colomb, Laissac : petite reine du Causse, Rodez, Subervie, 1973, 389 p., ill., couv. ill. ; 24 cm (BNF 35319425)

- Bertholène

- Coussergues

- Cruéjouls

- Gaillac-d'Aveyron

- Palmas

- Sévérac-l'Église
  - Albert Roussanne (préf. J.M.G. Le Clézio), L'homme suiveur de nuages : Camille Douls, Saharien, 1864-1889, Rodez, Éd. du Rouergue, 1991, 229 p., ill., couv. ill. en coul. ; 23 cm (ISBN 2-905209-50-X, BNF 35489235)
  - Camille Douls, Cinq mois chez les Maures nomades du Sahara occidental : 1887 : reprod. d'un extrait du "Tour du monde", 1420-1422, 1888, p. 177-224, Paris, Hachette, 1971 (BNF 35154034)
    - Cinq mois chez les Maures nomades du Sahara occidental par M. Camille Douls sur Gallica

- Vimenet

#### Canton de Marcillac-Vallon
- (oc + fr) Christian-Pierre Bedel (préf. José Monestier), Marcilhac : Balsac, Claravals, Moret, Muret, Nòuviala, Prunas, Salas-Comtals, Sent-Cristòfa, Valadin / Christian-Pierre Bedel e los estatjants del canton de Marcilhac, Rodez, Mission départementale de la culture, coll. « Al canton », 2001, 392 p., ill., couv. ill. ; 28 cm (ISBN 2-907279-52-1, ISSN 1151-8375, BNF 38803935)

- Marcillac-Vallon
  - Jean Olivié, Marcillac au fil des siècles, Millau, Ed. du Beffroi, 1998, 287 p., 28 cm (ISBN 2-908123-29-0)

- Balsac

- Clairvaux-d'Aveyron
  - Charles Joseph Eugène Marquis de Boisgelin, Les Adhémar : généalogie. Première partie, Draguignan, Impr. de C. et A. Latil, 1900, 336 p., 28 cm (BNF 34209592)

- Mouret

- Muret-le-Château
  - Émile Méjane, Muret-le-Château, Decazeville, É. Méjane, 1973, 125 p., ill., couv. ill. ; 19 cm (BNF 35172747)

- Nauviale

- Pruines

- Saint-Christophe-Vallon

- Salles-la-Source

- Valady

#### Canton de Mur-de-Barrez
- (oc + fr) Christian-Pierre Bedel (préf. Bernard Monzie), Lo Mur : Brocmat, La Crotz, Muròls, Taussac, Terondèls / Christian-Pierre Bedel e los estatjants del canton del Mur-de-Barrés, Rodez, Mission départementale de la culture, coll. « Al canton », 1996, 239 p., ill., couv. ill. ; 28 cm (ISBN 2-907279-26-2, ISSN 1151-8375, BNF 36688571)

- Mur-de-Barrez
  - Christophe Bellat, Mur-de-Barrez en Carladez : au fil de l'histoire, Mur-de-Barrez, C. Bellat, 2002, 48 p., ill. en noir et en coul., couv. ill. ; 21 cm (BNF 38893501)

- Brommat

- Lacroix-Barrez

- Murols

- Taussac

- Thérondels
  - Adrienne Bannès-Villaret, Thérondels d'hier et d'aujourd'hui : façon de vivre fin du XIXe siècle et après 1900 dans mon village..., Thérondels, A. Bannès-Villaret, 2000, 246 p., ill., couv. ill. en coul. ; 24 cm (BNF 37190022)

#### Canton de Naucelle
- (oc + fr) Christian-Pierre Bedel, Naucèla : Cabanés, Camjac, Centres, Maljac, Quins, Sent-Just, Tauriac / Christian-Pierre Bedel e los estatjants del canton de Naucèla, Rodez, Mission départementale de la culture, coll. « Al canton », 1992, 231 p., ill., couv. ill. ; 28 cm (ISBN 2-907279-11-4, ISSN 1151-8375, BNF 36678769)

- Naucelle

- Cabanès

- Camjac
  - Daniel Crozes, Si Camjac m'était conté, Camjac, D. Crozes, 1976, 176 p., ill., couv. ill. ; 30 cm (BNF 34595186)
  - Daniel Crozes, 20 siècles d'histoire naucelloise, Camjac, D. Crozes, 1978, 254 p., couv. ill. ; 22 cm (BNF 34613058)

- Centrès

- Meljac

- Quins

- Saint-Just-sur-Viaur

- Tauriac-de-Naucelle
  - François Garcia, Le viaduc du Viaur : révolutions ferroviaire et socio-économique, Toulouse, CRDP Midi-Pyrénées, coll. « Images de nos régions », 1996, 192 p., ill., couv. ill. ; 24 cm (ISBN 2-86565-169-X, ISSN 1264-014X, BNF 35852658)

#### Canton de Pont-de-Salars
- (oc + fr) Christian-Pierre Bedel (préf. Alain Pichon), Lo Pònt : Agenh, Arcas, Canet, Flavinh, Pradas, Tremolhas, Lo Vibal / Christian-Pierre Bedel e los estatjants del canton del Pònt, Rodez, Mission départementale de la culture, coll. « Al canton », 1995, 239 p., ill., couv. ill. ; 28 cm (ISSN 1151-8375, OCLC 466778315, BNF 36688567)

- Pont-de-Salars

- Agen-d'Aveyron

- Arques

- Canet-de-Salars

- Flavin
  - André Colomb, Flavin, Rodez, Subervie, 1970, 292 p., 24 cm (BNF 35319101)
  - Marcel Gamel, Flavin : la Capelle Viaur : histoire, anecdotes, coutumes, patrimoine, Aurillac, Gerbert, 2010, 333 p., 30 cm (ISBN 978-2-85579-117-3, BNF 42283511)

- Prades-Salars

- Trémouilles
  - Amans-Claude (Abbé) Sabatié, La Révolution et l'Église en province. Debertier, évêque constitutionnel, et le clergé de Rodez, avec... documents inédits et l'état général de l'épiscopat constitutionnel, Paris, G. Beauchesne, 1912, 518 p., In-8°, portrait (BNF 31273661), p. 225-227

- Le Vibal

#### Canton de Réquista
- (oc + fr) Christian-Pierre Bedel (préf. Dominique Azam), Requistar : Connac, Durenca, Ledèrgas, Rutlac La Sèlva, Sent-Jan / Christian-Pierre Bedel e los estatjants del canton de Requistar, Rodez, Mission départementale de la culture, coll. « Al canton », 2000, 310 p., ill., couv. ill. ; 28 cm (ISBN 2-907279-46-7, ISSN 1151-8375, BNF 37644301)

- Réquista

- Connac

- Durenque

- Lédergues

- Rullac-Saint-Cirq

- Saint-Jean-Delnous

- La Selve

#### Canton de Rignac
- (oc + fr) Christian-Pierre Bedel, Rinhac : Anglars, Ausits, Bèl Castèl, Bornasèl, Gotrens,Las Candolièiras, Mairanh / Christian-Pierre Bedel et los estatjants del Rinhagués, Rodez, Mission départementale de la culture, coll. « Al canton », 1991, 230 p., ill., couv. ill. ; 28 cm (ISBN 2-907279-04-1, ISSN 1151-8375, BNF 36652250)

- Rignac

- Anglars-Saint-Félix

- Auzits

- Belcastel
  - Charles Géniaux, Les témoins du passé, Tours, A. Mame et fils, 1905, 272 p., In-8° (BNF 34089641), p. 12,17
  - France Arudy, Château de Belcastel. Vol. 1, Histoire ancienne et moderne : Belcastel, Aveyron, Belcastel, Éd. SARL Belcastel, 1997, 12 p., ill. en coul., couv. ill. en coul. ; 21 cm (BNF 36184026)
  - Catherine Sayen, Château de Belcastel. Vol. 2, Matériaux et formes architecturales de la restauration : Belcastel, Aveyron, Belcastel, Éd. SARL Belcastel, 1997, 12 p., ill. en noir et en coul., couv. ill. en coul. ; 21 cm (BNF 36184031)

- Bournazel

- Escandolières

- Goutrens

- Mayran

#### Canton de Rodez-Est
- (oc + fr) Christian-Pierre Bedel, Rodés-est : Lo Monestire, Senta-Radegonda / Christian-Pierre Bedel e los estatjants del canton de Rodés-est, Rodez, Mission départementale de la culture, coll. « Al canton », 2004, 340 p., ill., couv. ill. ; 28 cm (ISBN 2-907279-60-2, ISSN 1151-8375, BNF 39300576)

- Le Monastère

- Sainte-Radegonde
  - Jean-Michel Cosson, Sainte-Radegonde et Inières en Rouergue, Onet-le-Château, J.-M. Cosson, 1991, 271 p., ill., couv. ill. ; 21 cm (BNF 35560662)
  - Ludovic Billon, Sainte-Radegonde, Saint-Cyr-sur-Loire, A. Sutton, coll. « Mémoire en images », 2004, 127 p., ill., couv. ill. ; 24 cm (ISBN 2-84910-020-X, ISSN 1355-5723, BNF 39180125)

#### Canton de Rodez-Nord
- (oc + fr) Christian-Pierre Bedel (préf. Christian Teyssèdre), Rodés-nòrd : Ònes, Sebasac / Christian-Pierre Bedel e los estatjants del canton de Rodés-nòrd, Rodez, Mission départementale de la culture, coll. « Al canton », 2004, 271 p., ill., couv. ill. ; 28 cm (ISBN 2-907279-61-0, ISSN 1151-8375, BNF 39300572)

- Onet-le-Château
  - Collège des Quatre-Saisons, Onet-le-Château, Aveyron, les Balquières : site gallo-romain. : réalisé par les élèves de 3e du collège public des Quatre-saisons, Onet-le-Château, Onet-le-Château, Collège public des Quatre-saisons, 1984, 36 p., ill., couv. ill. ; 30 cm (BNF 36619145)

- Sébazac-Concourès

#### Canton de Rodez-Ouest
- (oc + fr) Christian-Pierre Bedel (préf. Jean-Paul Espinasse), Rodés-oèst : Druèla, Luc, Olemps / Christian-Pierre Bedel e los estatjants del canton de Rodés-oèst, Rodez, Mission départementale de la culture, coll. « Al canton », 2004, 295 p., ill., couv. ill. ; 28 cm (ISBN 2-907279-59-9, ISSN 1151-8375, BNF 39300577)

- Druelle

- Luc-la-Primaube

- Olemps

#### Canton de Saint-Amans-des-Cots
- (oc + fr) Christian-Pierre Bedel (préf. René Delmas), Sent-Amans : Camporiès, Florentinh, Montasic, Sent-Aforiás, Uparlac / Christian-Pierre Bedel e les estatjants del canton de Sent-Amans, Rodez, Mission départementale de la culture, coll. « Al canton », 2000, 310 p., ill., couv. ill. ; 28 cm (ISBN 2-907279-49-1, ISSN 1151-8375, BNF 37644267)

- Saint-Amans-des-Cots
  - Antoine Roquette, Histoire de Bez-Bédène, Saint-Amans-des-Cots, Association des amis de Bez-Bédène, 1982, 8 p., ill. en coul., couv. ill. en coul. ; 24 cm (BNF 34766821)
  - A l'ombre du vieux chêne (Éditeur scientifique), Livre souvenir de l'école publique de Saint-Amans-des-Côts, Saint-Amans-des-Cots, Association À l'ombre du vieux chêne, 2003, 217 p., photogr., couv. ill. ; 15 × 21 cm (ISBN 2-9520104-0-4, BNF 39047154)

- Campouriez

- Florentin-la-Capelle
  - Philippe Ajalbert, Florentin-la-Capelle : 2000 ans d'histoire, Rivière-sur-Tarn, P. Ajalbert, 1999, 177 p., ill., couv. ill. en coul. ; 27 cm (BNF 37032884)
  - Pauline de La Malène, Parcours romans en Rouergue : 42 parcours, nord, centre, ouest, Rodez, Éd. du Rouergue, 2003, 460 p., ill. en coul., cartes, couv. ill. en coul. ; 24 cm (ISBN 2-84156-465-7, BNF 39083286), p. 188

- Huparlac

- Montézic

- Saint-Symphorien-de-Thénières

#### Canton de Saint-Chély-d'Aubrac
- (oc + fr) Christian-Pierre Bedel (préf. Raymond Cayrel), Sant-Chèli-d'Aubrac : Condom d'Aubrac / Christian-Pierre Bedel e los estatjants del canton de Sant-Chèli, Rodez, Mission départementale de la culture, coll. « Al canton », 1998, 238 p., ill., couv. ill. ; 28 cm (ISBN 2-907279-40-8, ISSN 1151-8375, BNF 37078682)

- Saint-Chély-d'Aubrac
  - Laurent Fau (Directeur de publication), Les monts d'Aubrac au Moyen âge : genèse d'un monde agropastoral, Paris, Éd. de la Maison des sciences de l'homme, coll. « Documents d'archéologie française » (no 101), 2006, 214 p., ill., couv. ill. ; 30 cm (ISBN 978-2-7351-1117-6, ISSN 0769-010X, BNF 41039796)
  - Alfred Durand, La vie rurale dans les Massifs volcaniques des Dores, du Cézallier, du Cantal et de l'Aubrac : Fac-sim. de l'éd. de : Aurillac : Impr. moderne, 1946, Nonette, Centre de réalisations, d'études et d'éditions régionales, coll. « Auvergne, livres rares », 2006, 530 p., ill., cartes, couv. ill. en coul. ; 23 cm (ISBN 978-2-84819-057-0, ISSN 1774-3664, BNF 40139366, présentation en ligne)
  - Lucette Laurens, Aménagement rural et développement local en Aubrac, Montpellier, Laboratoire de géographie rurale de l'Université Paul-Valéry, coll. « Espace rural » (no 18), 1988, 94 p., ill., couv. ill. ; 29 cm (ISSN 0764-7557, BNF 35003894)
  - Colette Gouvion (photogr. Renaud Dengreville), Une France sauvage : l'Aubrac, Rodez, Éd. du Rouergue, 2009, 251 p., ill. en coul., couv. ill. en coul. ; 25 cm (ISBN 978-2-8126-0032-6, BNF 42024544)
  - Fédération française de la randonnée pédestre, Tour des monts d'Aubrac : GR de pays - topo-guide, Aumont-Aubrac, Laguiole, Saint-Chély-d'Apcher, Paris, FFRP, 2000, 80 p., ill. en coul., couv. ill. en coul. ; 21 cm (ISBN 2-85699-811-9, BNF 37108785)
  - Albert Calmels et Hippolyte Coste, L'Aubrac : géologie, orographie, hydrologie, climat, flore, forêts, préhistoire, Marseille, Laffitte, 1983, 213 p., ill. ; 23 cm (ISBN 2-7348-0114-0, BNF 34757881)
  - Jean-Baptiste Deltour, Aubrac. Son ancien hôpital. Ses montagnes. Sa flore. Illustré de 10 gravures et de la carte des montagnes, Rodez, P. Carrère, 1932, 351 p., In-8° (BNF 34110215)
  - Étienne Hamon (Rédacteur), Francis Nouyrigat (Rédacteur) et Pierre Pradel (Rédacteur, spécialiste de l'élevage) (photogr. André Kumurdjian, Émile Sudres, Paul Finet.), L'Aubrac : Association pour le développement, l'animation et la sauvegarde d'Aubrac, Millau, Éd. du Beffroi, 1996, 48 p., ill. en noir et en coul., couv. ill. en coul. ; 22 cm (ISBN 2-908123-20-7, BNF 37173007)
  - Francis Nouyrigat, D'Aubrac en vallée : sur le chemin de Saint-Jacques, Rodez, Éd. du Rouergue, 2003, 64 p., ill. en coul., couv. ill. en coul. ; 23 cm (ISBN 2-84156-474-6, BNF 39090410)
  - Christian Allain, L'Aubrac par monts et par burons : 8 itinéraires de découverte, Montpellier, NPL éd., coll. « Itinéraires et découvertes », 2007, 111 p., ill. en noir et en coul., cartes, couv. ill. en coul. ; 24 cm (ISBN 978-2-35414-013-7, ISSN 2100-9902, BNF 41047460)

- Condom-d'Aubrac
  - Société française d'archéologie et Victor Advielle (Collaborateur), Bulletin monumental : L'ancien hôpital d'Aubrac en Rouergue, vol. 31, t. 1, Paris, Lance, 1865 (ISSN 0007-473X, BNF 32731059), p. 368-376
L'ancien hôpital d'Aubrac en Rouergue sur Gallica
  - Société de géographie (France), La Géographie : bulletin de la Société de géographie : Le plateau d'Aubrac, t. 14, Paris, Société de géographie, 15 août 1906, In-4 (ISSN 1146-7541, BNF 34424380), p. 61-78
Le plateau d'Aubrac sur Gallica

#### Canton de Sainte-Geneviève-sur-Argence
- (oc + fr) Christian-Pierre Bedel (préf. Bernard Maynier), Sant-Jurvèva : Alpuèg, La Calm, Cantoènh, Graissac, La Tarrissa, Vitrac / Christian-Pierre Bedel e los estatjants del canton de Sant-Jurvèva, Rodez, Mission départementale de la culture, coll. « Al canton », 1998, 255 p., ill., couv. ill. ; 28 cm (ISBN 2-907279-41-6, ISSN 1151-8375, BNF 37078684)

- Sainte-Geneviève-sur-Argence
  - Auguste Coussergues, Les Eaux d'alimentation de Sainte-Geneviève-sur-Argence et d'Orlhaguet, Aurillac, Impr. moderne, 1937, 125 p., In-8 (BNF 31976739)

- Alpuech

- Cantoin

- Graissac

- Lacalm

- La Terrisse

- Vitrac-en-Viadène

#### Canton de Saint-Geniez-d'Olt
- (oc + fr) Christian-Pierre Bedel, Sent-Ginièis : Aurela-Verlac, Pèira-Ficha, Pomairòls, Pradas, Senta-Aularia / Christian-Pierre Bedel et les habitants del canton de Sent-Ginièis, Rodez, Mission départementale de la culture, coll. « Al canton », 1991, 230 p., ill., couv. ill. ; 28 cm (ISBN 2-907279-07-6, ISSN 1151-8375, BNF 36653864)

- Saint-Geniez-d'Olt
  - Guy Cayron, Saint-Geniez-d'Olt : le quartier de la rive droite de la mi-XIXe à la fin XXe siècle : documents et témoignages des habitants, Saint-Geniez-d'Olt, G. Cayron, 2005, 103 p., ill., couv. ill. en coul. ; 30 cm (ISBN 2-9524493-0-9, BNF 40117381)
  - Louis Mercadié, Saint-Geniez-d'Olt : en Rouergue : une partie de son histoire, Saint-Geniez-d'Olt, Éd. de la Chantellerie, 1990, 278 p., ill., couv. ill. en coul. ; 21 cm (BNF 35573566)
  - Louis Fontanié, Résumé de l'histoire de St-Geniez : Fac-sim. de l'éd. de : Rodez : Impr. Carrère, 1913, Nîmes, Lacour-Ollé, coll. « Rediviva », 2009, 55 p., ill., couv. ill. en coul. ; 21 cm (ISBN 978-2-7504-1973-8 et 2-7504-1973-5, BNF 42053770)
  - Louis Fontanié, L'Epoque révolutionnaire à Saint-Geniez-d'Olt (Aveyron), 1789-1792., Rodez, Impr. de P. Carrère, 1928 (BNF 36268749)
  - Jean-Louis-Étienne Bousquet, Études historiques sur la ville de Saint-Geniez-d'Olt, Aveyron : Fac-sim de l'éd. de : Rodez : Impr. de N. Ratery, 1846, Nîmes, C. Lacour, coll. « Rediviva », 2005, 291 p., couv. ill. en coul. ; 21 cm (ISBN 2-7504-0735-4, BNF 40027620)

- Aurelle-Verlac

- Pierrefiche

- Pomayrols

- Prades-d'Aubrac

- Sainte-Eulalie-d'Olt
  - Gite Iemfré, Clotilde raconte Sainte-Eulalie-d'Olt, Sainte-Eulalie-d'Olt, G. Iemfré, 2010, 20 p., ill. en coul., couv. ill. en coul. ; 21 cm (ISBN 978-2-9536586-0-6, BNF 42225237)
  - Louis Mercadié, Sainte-Eulalie-d'Olt en Rouergue : une partie de son histoire, Rodez, Subervie, 1983, 172 p., couv. ill. en coul. ; 21 cm (BNF 34743474)

#### Canton de La Salvetat-Peyralès
- (oc + fr) Christian-Pierre Bedel (préf. Jean Bousquié), La Salvetat : Castèl-Marin, Crespin, L'Escura, Tairac / Christian-Pierre Bedel e los estatjants del canton de La Salvetat, Rodez, Mission départementale de la culture, coll. « Al canton », 1994, 231 p., ill., couv. ill. ; 28 cm (ISBN 2-907279-18-1, ISSN 1151-8375, BNF 36685850)

- La Salvetat-Peyralès

- Castelmary

- Crespin

- Lescure-Jaoul

- Tayrac

### Arrondissement de Millau
- Millau
  - Georges Girard, Des Rues, des hommes, Millau, Radio Beffroi, 1987, 231 p. (ISBN 2-907049-00-3, BNF 34972166)
  - Georges Girard (ill. André Fargeon), Saint-Martin de Millau : église des Pénitents., Millau, Artières, 1959, 191 p., fig., pl., portr., couv. ill. en coul. ; 22 cm (BNF 36273924)
  - Jules Artières (préf. Henri Bousquet), Millau à travers les siècles., Millau, Artières et Maury, 1943, Gr. in-8°, XI-559 p., fig., pl., portr., carte, plans, fac-sim., couv. ill. (BNF 31734805)
  - Jules Artières, Les vicomtes de Millau : 916-1272 : Fac-sim. de l'éd. de : Rodez : Carrère, 1921, Nîmes, Lacour-Ollé, coll. « Rediviva », 2008, 67 p., couv. ill. en coul. ; 21 cm (ISBN 978-2-7504-1916-5 et 2-7504-1916-6, BNF 41311110)
  - Jules Artières, Millau à travers les siècles : Fac-sim. de l'éd. de Millau : Artières & Maury, 1943, Marseille, Laffitte reprints, 1996, 558 p., ill., couv. ill. ; 25 cm (ISBN 2-86276-310-1, BNF 35857460)
  - Jules Artières, Millau, ses rues, ses places, ses monuments, Millau, Artières et J. Maury, 1924, 176 p., ill., couv. ill. (BNF 35997901)
  - Jules Artières, Documents sur la ville de Millau : mémorial des privilèges, livres de comptes des consuls boursiers, délibérations communales (XIe, XVIe siècles), Millau, Artières et Maury, coll. « Archives historiques du Rouergue » (no 7), 1930, 578 p., planches ; in-8° (BNF 31734804)
  - Association des amis du Musée de Millau (Éditeur scientifique), Millau : histoire et secrets oubliés, Millau, Association des amis du Musée de Millau, 1996, 279 p., ill. en noir et en coul., couv. ill. en coul. ; 25 cm (BNF 36701138)
  - Daniel Schaad (Directeur de publication), Jean-Charles Balty (Collaborateur), Paul-André Besombes (Collaborateur) et Anne Bouquillon (Collaboratrice), La Graufesenque, Millau, Aveyron. Volume I, Condatomagos, une agglomération de confluent en territoire rutène, IIe s. a.C-IIIe s. p.C., Pessac, Éd. de la Fédération Aquitania, coll. « Études d'archéologie urbaine », 2007, 378 p., ill. en noir et en coul., couv. ill. en coul. ; 33 cm + 1 plan. dépl. (ISBN 978-2-910763-09-1 et 2-910763-09-9, ISSN 1631-395X, BNF 41453179)
  - Martine Genin (Directrice de publication), Catherine Dejoie (Collaboratrice), Philippe de Parseval (Collaborateur) et Sabrina Relaix (Collaboratrice), La Graufesenque, Millau, Aveyron. Volume II, Sigillées lisses et autres productions, Pessac, Éd. de la Fédération Aquitania, coll. « Études d'archéologie urbaine », 2007, 589 p., ill., couv. ill. en coul. ; 33 cm (ISBN 978-2-910763-10-7 et 2-910763-10-2, ISSN 1631-395X, BNF 41453187)
  - Élisabeth Baillon, Un Métier dans la peau : le gant à Millau ; (suivi du) Langage du gant, Millau, Maison de la peau et du gant, 1989, 96 p., ill. en noir et en coul., couv. ill. en coul. ; 21 × 23 cm (ISBN 2-9503867-0-9, BNF 35027409)
  - Élisabeth Baillon, La peau : métamorphoses d'une matière touchante, Rodez, Éd. du Rouergue, coll. « L'imaginaire des métiers », 1993, 187 p., ill. en noir et en coul., couv. ill. en coul. ; 23 cm (ISBN 2-905209-59-3, ISSN 1243-213X, BNF 35577605)
  - Patrice Thébault (photogr. Patrice Thébault), Gantier : Photographies réalisées à la manufacture Causse, Millau, Souyri, Éd. Au fil du temps, coll. « Métier d'art », 2007, 44 p., presque tout en ill., couv. ill. ; 15 cm (ISBN 978-2-918298-21-2, BNF 42176389)
  - Louis Bernad, Université de Montpellier. Faculté de droit. Une ville de consulat : Millau en Rouergue : Thèse pour l'obtention du grade de docteur..., Millau, Artières et Maury, 1938, 112 p., In-8 (BNF 31800621)
  - Florent Garnier (préf. Albert Rigaudière), Un consulat et ses finances, Millau, 1187-1461, Paris, Comité pour l'histoire économique et financière de la France, coll. « Histoire économique et financière de la France. / Études générales », 2006, 947 p., graph., couv. ill. en coul. ; 22 cm (ISBN 2-11-095379-9, ISSN 1251-5140, BNF 40967307)
  - Frédéric Laur (préf. Jean-Marie Carbasse), Le consulat de Millau sous la Monarchie absolue, Nîmes, C. Lacour, coll. « Colporteur », 1998, 395 p., graph., couv. ill. ; 21 cm (ISBN 2-84406-018-8, ISSN 0989-4624, BNF 37620146)
  - Eugène Trutat, Une Excursion à Montpellier-le-Vieux (Aveyron), Toulouse, Durand, Fillous et Lagarde, 1885, In-8° (BNF 34094036)
  - Dieudonné Rey, Etudes archéologiques sur le vieux Millau,... : I : Condate Mag et la Voie romaine ; II. Le Pont-Vieux ; III. Les Fortifications au Moyen Age, Millau, Artières et J. Maury, 1923, In-8°, 30 p. et croquis. (BNF 34093921)
  - François Julien, Saint-François de Millau : cent ans de vie paroissiale, Millau, Artières et Maury, 1931, 139 p., pl. et portraits ; in-16 (BNF 34122941)
  - Louis Balsan, Mélanges de spéléologie et de préhistoire... : Extrait des "Procès-verbaux de la Société des lettres, sciences et arts de l'Aveyron". T. XXXV, Rodez, P. Carrère, 1949, 18 p., In-8° (BNF 36262784)
  - Frédéric Hermet, La Graufesenque : Condatomago... : vases sigillés... graffites ; Reprod. en fac-sim. de l'éd. de Paris, E. Leroux, 1934, Marseille, Laffitte, 1979, 2 vol. (XXIX-379, 23-126 p.-[21] f. de pl.) : ill. ; 24 et 31 cm (BNF 37697528)
  - Serge Cottereau, La Belle histoire des 100 km de Millau, Saint-Affrique, S. Cottereau, 1982, 280 p., ill., couv. ill. en coul. ; 30 cm (BNF 34670187)
  - Collectif, Millau, la crue du siècle : lundi 8 novembre 1982 : 60 photos sur le drame vécu par les Millavois, Millau, J. Brengues, 1982, 62 p. (BNF 34755760)
  - (oc) La Sintaxa milhaguesa  (préf. Pau Gayraud), Rodez, Subervie, 1986, 94 p., 21 cm (BNF 34869462)
  - Robert Marichal, Les Graffites de la Graufesenque, Paris, Éd. du Centre national de la recherche scientifique, coll. « Supplément à "Gallia" » (no 47), 1988, 286 p., ill., couv. ill. en coul. ; 28 cm (ISBN 2-222-03864-2, ISSN 0072-0119, BNF 34954416)
  - Jacques Frayssenge (Directeur de publication), Millau en images : deux mille ans d'histoire, Millau, Ville de Millau, 1988, 352 p., ill. en noir et en coul., couv. ill. ; 28 cm (ISBN 2-9503269-0-0, BNF 34998992)
  - Marcel Chinonis, Les Voix de la littérature et de la poétique en Millavois : trad. de l'occitan par C. Cambiaire, Millau, M. Chinonis, 1990, 209 p., couv. ill. ; 21 cm (ISBN 2-907813-02-1, BNF 35105864)

#### Canton de Belmont-sur-Rance
- (oc + fr) Christian-Pierre Bedel (préf. Albert Aliès), Bèlmont : Montlaur, Monés-Proencós, Murasson, Reborguil, Sent-Sever / Christian-Pierre Bedel e los estatjants del canton de Bèlmont, Rodez, Mission départementale de la culture, coll. « Al canton », 1999, 256 p., ill., couv. ill. ; 28 cm (ISBN 2-907279-44-0, ISSN 1151-8375, BNF 37108934)

- Belmont-sur-Rance

- Montlaur

- Mounes-Prohencoux

- Murasson
  - Abbé Bic, Murasson, seigneurs, paroisse, consulat, mairie, Rodez, Impr. de Carrère, 1912, 390 p., In-16 (BNF 34124114)
  - Germain Cuillé, Les habitants de Murasson sous l'Ancien régime, Nages, Centre de recherches du patrimoine de Rieumontagné, 2003, 64 p., 30 cm (BNF 39115250)
  - Germain Cuillé, La vie politique à Murasson au temps des révolutions ou Le "système Cuillé" de pouvoir local, Nages, Centre de recherches du patrimoine de Rieumontagné, 2005, 104 p., ill. ; 30 cm (BNF 40082812)
  - Centre de recherches du patrimoine de Rieumontagné, La population de Murasson en 1669, Nages, Centre de recherches du patrimoine de Rieumontagné, 2003 (BNF 38966559)
  - Jean-Marie Combet, Toponymie de la commune de Murasson : la mémoire des monts de Lacaune en Haut-Languedoc, Murasson, Association la Calade de Murasson, 2013, 142 p., cartes, couv. ill. ; 30 cm (ISBN 978-2-916522-99-9, BNF 43641629)

- Rebourguil

- Saint-Sever-du-Moustier

#### Canton de Camarès
- (oc + fr) Christian-Pierre Bedel (préf. M. le Conseiller général), Lo Pont : Arnac, Brusca, Faiet, Gissac, Melagas, Montanhòl, Pèus-e-Cofolèus, Silvanés, Tauriac / Christian-Pierre Bedel e los estatjants del canton de Camarés, Rodez, Mission départementale de la culture, coll. « Al canton », 2000, 320 p., ill., couv. ill. ; 28 cm (ISBN 2-907279-50-5, ISSN 1151-8375, BNF 37657611)

- Camarès
  - Alfred Andrieu, Camarès, mille ans d'histoire locale, Camarès, Maison de la Presse, 1986, 421 p., ill. ; 19 cm (BNF 34926549)
  - René Bernat, La vie sous la Révolution française dans le pays du Camarès, Aveyron : 1789-1799, Camarès, Mairie de Camarès, 1989, 137 p., couv. ill. ; 22 cm (BNF 35292937)
  - Jean Delmas, A. Gouzes, M. Simonin et J.-C. Hedan, Le Canton de Camarès, Rodez, Sauvegarde du Rouergue, coll. « Maisons et paysages du Rouergue », 1986, 32 p. (ISSN 0297-6269, BNF 34979170)
  - Plan du Pont Camaretz avec ses fortifications... sur Gallica

- Arnac-sur-Dourdou

- Brusque
  - Pierre Martin-Valat, Des pierres jaillissaient les fontaines : liturgies rouergates, Paris, les Éd. du Cerf, coll. « Épiphanies », 1997, 186 p., couv. ill. ; 20 cm (ISBN 2-204-05705-3, ISSN 0750-1862, BNF 36191866)

- Fayet

- Gissac

- Mélagues

- Montagnol

- Peux-et-Couffouleux

- Sylvanès
  - Geneviève Durand, L'Abbaye de Sylvanès : guide du visiteur, Carcassonne, Centre d'archéologie médiévale du Languedoc, coll. « Abbayes médiévales du Languedoc : Aveyron », 1983, 31 p., ill. en noir et en coul., couv. ill. en coul. ; 21 cm (ISSN 0758-8305, BNF 34771800)
  - Robert Aussibal, André Gouzes et André Kumurdjian (Photographe), Sylvanès, Saint-Georges-de-Luzençon, Éd. du Beffroi, coll. « Tourisme et culture en Aveyron », 1989, 40 p., ill. en coul., couv. ill. en coul. ; 22 cm (ISBN 2-908123-05-3, ISSN 1242-5052, BNF 35551966)
  - Robert Aussibal, L'Abbaye de Sylvanès : architecture et symbolisme, Camarès, Abbaye de Sylvanès, Association des amis de l'Abbaye de Sylvanès, coll. « Les cahiers de l'Abbaye de Sylvanès » (no 4), 1990, 176 p., ill., couv. ill. ; 24 cm (ISSN 1960-0186, BNF 35725830)
  - André Gouzes et René Poujol (Collaborateur), Sylvanès : histoire d'une passion, Paris, Desclée de Brouwer, coll. « Le temps d'une vie », 1991, 158 p., ill., couv. ill. en coul. ; 22 cm (ISBN 2-220-03194-2, ISSN 0763-5699, BNF 35413601)
  - Ginette Bourgeois et Alain Douzou, Une aventure spirituelle dans le Rouergue méridional au Moyen âge : ermites et cisterciens à Silvanès (1120-1477), Paris, les Éd. du Cerf, coll. « Histoire », 1999, 255 p., ill., couv. ill. en coul. ; 24 cm (ISBN 2-204-06186-7, ISSN 0769-2633, BNF 37075132)
  - Michel Wolkowitsky et René Poujol (préf. Frère André Gouzes), Sylvanès, l'aventure d'une vie : entretiens avec René Poujol, Paris, Desclée de Brouwer, 2011, 252 p., couv. ill. en coul. ; 21 cm (ISBN 978-2-220-06328-7, BNF 42464811)
  - Paul Castaing, L'Église russe orthodoxe de Sylvanès, Aveyron : Église de l'Unité, l'Hétimasie du Trône, Camarès, les Éd. de l'Abbaye de Sylvanès, 1997, 58 p., ill., couv. ill. en coul. ; 24 cm (ISBN 2-910248-10-0, BNF 37029430)
  - (la) Pierre-Aloïs Verlaguet (Éditeur scientifique), Cartulaire de l'abbaye de Silvanès, Rodez, Commission des archives historiques du Rouergue, coll. « Archives historiques du Rouergue » (no 1), 1910, XCVI-638 p., fac-sim. ; in-8° (ISSN 1245-9747, BNF 34130812)

- Tauriac-de-Camarès

#### Canton de Campagnac
- (oc + fr) Christian-Pierre Bedel, Campanhac : La Capèla-Bonança, Sent-Adornin, Sent-Laurenç d'Òlt, Sent-Martin-de-Lenna / Christian-Pierre Bedel e los estatjants del canton de Campanhac, Rodez, Mission départementale de la culture, coll. « Al canton », 1993, 231 p., ill., couv. ill. ; 28 cm (ISBN 2-907279-12-2, ISSN 1151-8375, BNF 36678784)

- Campagnac

- La Capelle-Bonance

- Saint-Laurent-d'Olt

- Saint-Martin-de-Lenne

- Saint-Saturnin-de-Lenne

#### Canton de Cornus
- (oc + fr) Christian-Pierre Bedel (préf. Jean Geniez), Cornus : Lo Clapièr, Fondamenta-Montpao(n), La Panosa, Senta-Aularia, Sent-Baulise, Sent-Jan-Sent-Paul, La Tor-Marn(h)agas, Lo Vialar / Christian-Pierre Bedel e los estatjants del canton de Cornus, Rodez, Mission départementale de la culture, coll. « Al canton », 1997, 239 p., ill., couv. ill. ; 28 cm (ISBN 2-907279-32-7, ISSN 1151-8375, BNF 36694302)

- Cornus

- Le Clapier

- Lapanouse-de-Cernon

- Marnhagues-et-Latour

- Fondamente

- Saint-Beaulize

- Sainte-Eulalie-de-Cernon
  - Germain Crouzat (ill. Bernard Davit, photogr. Claude Bleton), Ste Eulalie de Cernon : préceptorerie des Templiers, commanderie des Hospitaliers, ancienne capitale du Larzac, Sainte-Eulalie-de-Cernon, Le Foyer rural de Sainte-Eulalie, 1976, 112 p., ill. ; 21 cm (BNF 40023229)
  - (en) Anthony Thornton Luttrell (Directeur de publication) et Léon Pressouyre (Directeur de publication), La Commanderie, institution des ordres militaires dans l'Occident médiéval : 1er Colloque international du Larzac templier et hospitalier, octobre 2000 à Sainte-Eulalie-de-Cernon, Paris, Comité des travaux historiques et scientifiques, coll. « Archéologie et d'histoire de l'art » (no 14), 2002, 360 p., ill. en noir et en coul., couv. ill. en coul. ; 27 cm (ISBN 2-7355-0485-9, ISSN 1773-7133, BNF 38800231)

- Saint-Jean-et-Saint-Paul

- Viala-du-Pas-de-Jaux

#### Canton de Millau-Est
- (oc + fr) Christian-Pierre Bedel (préf. Jean-Luc Gayraud), Milhau-est : N'Agassac, Compèire, Paulhe / Christian-Pierre Bedel e los estatjants del canton de Milhau-est, Rodez, Mission départementale de la culture, coll. « Al canton », 2003, 383 p., ill., couv. ill. ; 28 cm (ISBN 2-907279-59-9, ISSN 1151-8375, BNF 39107182)

- Aguessac

- Compeyre

- Paulhe

#### Canton de Millau-Ouest
- (oc + fr) Christian-Pierre Bedel (préf. Guy Durand), Milhau-ouest : Comprenhac, Creissèls, Sent-Jòrdi / Christian-Pierre Bedel e los estatjants del canton de Milhau-oest, Rodez, Mission départementale de la culture, coll. « Al canton », 2003, 300 p., ill., couv. ill. ; 28 cm (ISBN 2-907279-58-0, ISSN 1151-8375, BNF 39105786)

- Comprégnac

- Creissels
  - Jules Artières, Notice historique sur la vicomté et la commune de Creissels en Rouergue, Millau, Artière et Maury, 1946, 100 p., ill. ; 25 cm (BNF 40019782)

- Saint-Georges-de-Luzençon

#### Canton de Nant
- (oc + fr) Christian-Pierre Bedel (préf. René Quatrefages), Nant : La Cavalariá, La Cobertoirada, L'Espitalet, Sauclièiras, Sent-Joan-del-Bruèlh / Christian-Pierre Bedel e los estatjants del canton de Nant, Rodez, Mission départementale de la culture, coll. « Al canton », 1994, 239 p., ill., couv. ill. ; 28 cm (ISBN 2-907279-20-3, ISSN 1151-8375, BNF 36685848)

- Nant
  - Jean-Marie Berland, Nant, Paris, Nouvelles éditions latines, s.d., 31 p., In-16 ; ill., couv. ill. (BNF 32919550)
  - Un lundi de Pâques à Nant-d'Aveyron, Nîmes, Lafare et Attenoux, 1868, 20 p., 22 cm (BNF 36487089)
  - Émile Espérandieu, Notice sur l'église de Saint-Pierre de Nant (Aveyron) (Extrait du "Bulletin monumental", 1887), Caen, H. Delesques, 1887, In-8°. Pièce (BNF 34129538)
  - Frédéric Hermet, La grotte sépulcrale de Nant (Congrès international d'anthropologie et d'archéologie préhistoriques. Compte rendu de la XIVe session. Genève, 1912), Genève, 1912, 1 pièce (paginé 646-650) : 3 fig. ; in-8 (BNF 34094132)
  - Elie Mazel, Monographie sur Nant d'Aveyron et son ancienne abbaye, depuis son origine jusqu'à la Révolution française, Rodez, Carrère, 1913, In-16, VII-291 p., pl. et fig. (BNF 34124295)
  - Liliane Meignen (dir.), L'abri des Canalettes : un habitat moustérien sur les grands Causses (Nant, Aveyron) : fouilles 1980-1986, Paris, CNRS éd., coll. « Monographie du CRA » (no 10), 1993, 359 p., ill., couv. ill. ; 28 cm (ISBN 2-271-05083-9, ISSN 1147-5358, BNF 36675945)
  - Michel Lejeune (dir.) et al., Le plomb magique du Larzac et les sorcières gauloises (Précédemment paru dans "Études celtiques", t. 22), Paris, CNRS éd., 1985, 91 p., ill., couv. ill. ; 25 cm (ISBN 2-222-03667-4, BNF 35765573)
  - Luc Rouvière, Nant : jardin de l'Aveyron, Nant, Nant aventure, 1997, 111 p., ill., couv. ill. en coul. ; 25 cm (BNF 37071416)

- La Cavalerie

- La Couvertoirade
  - Pierre Bouloc, La Couvertoirade : visites guidées (3e éd. modifiée), La Couvertoirade, les Amis de La Couvertoirade, 2010, 56 p., ill. en noir et en coul., couv. ill. en coul. ; 22 cm (BNF 42130929)
  - André Soutou, La Couvertoirade, La Couvertoirade, Association des amis de La Couvertoirade, 1977, 40 p., ill., couv. ill. ; 19 cm (BNF 34592987)
  - Alain Salasc et Jean-Pierre Amalvy, Guide de visite, La Couvertoirade, La Couvertoirade, Association des amis de La Couvertoirade, 1986, 48 p.-[1] f. de carte dépl. : ill. en noir et en coul., couv. ill. en coul. ; 21 cm (BNF 34903752)
  - Michel Renaud, Yannick Zaballos et Sylvie Fournier (Collaboratrice) (ill. Laurence Stéfanon, photogr. Ivan Anger), Cité de La Couvertoirade : fondation templière et commanderie hospitalière du Larzac : guide aide-mémoire..., Gavaudun, Éd. Fragile, coll. « La mémoire des pierres », 1996, 1 dépl. (8 p.) : ill. en coul., couv. ill. en coul. ; 29 cm (ISBN 978-2-910685-11-9, ISSN 1258-1445, BNF 36695295)
  - (en) Michel Renaud, Yannick Zaballos et Sophie Fournier (Collaboratrice) (trad. Beryl Degans, ill. Laurence Stéfanon, photogr. Ivan Anger), City of La Couvertoirade : a templar foundation and hospitaller commandery on the Larzac : guide-book memento... [« Cité de La Couvertoirade : fondation templière et commanderie hospitalière du Larzac »], Gavaudun, Éd. Fragile, coll. « La mémoire des pierres », 1996, 1 dépl. (8 p.) : ill. en coul., couv. ill. en coul. ; 29 cm (ISBN 978-2-910685-11-9, ISSN 1258-1445, BNF 36695296)
  - Alphonse Caubel (préf. Jacques Bousquet ; Jean Delmas, ill. Robert Aussibal), L'"Écho des remparts" de La Couvertoirade (Recueil d'études précédemment parues dans "L'Echo des remparts", bulletin paroissial, de 1922 à 1925.), Rodez, Sauvegarde du Rouergue, 1999, 132 p., ill., couv. ill. en coul. ; 25 cm (BNF 37077823)
  - Institut géographique national (France) et Fédération française de la randonnée pédestre, Le Caylar : La Couvertoirade : Cirque du bout du monde (document cartographique, monographie), Paris, IGN, 2011, 1 flle : en coul. ; 136 × 96 cm, pliée 23 × 12 cm (ISBN 978-2-7585-2591-2, BNF 42561417)
  - Jean-Louis Pieux (Réalisateur) et Jean-Paul Azam (Voix parlée ; photographe), La Couvertoirade ou le vrai trésor des Templiers (image animée, monographie), S.l., La Couvertoirade (Production), 1995, 1 cass. vidéo (18 min) : coul., SECAM ; 1/2 pouce VHS (BNF 38321771)
  - Alain Boyer (Réalisateur), La Couvertoirade : le don de l'eau (image animée, monographie), Paris, Fédération française de cinéma et vidéo, 2009, 1 fichier vidéo numérique (18 min 07 s ) : coul. (PAL), son. (BNF 42102881)

- L'Hospitalet-du-Larzac

- Saint-Jean-du-Bruel
  - Jean André, Saint-Guiral : résumé historique sur les traditions et coutumes attachées au rocher de St-Guiral, Saint-Jean-du-Bruel, Association d'histoire et de généalogie de Saint-Jean-du-Bruel, 1992, 32 p., ill., couv. ill. ; 21 cm + erratum (BNF 35521670)

- Sauclières

#### Canton de Peyreleau
- (oc + fr) Christian-Pierre Bedel (préf. Pierre Bloy), Peiralèu : La Cressa, Mostuèjols, Ribièira, La Ròca, Sent-Andriu, Vairau / Christian-Pierre Bedel e los estatjants del canton de Peiralèu, Rodez, Mission départementale de la culture, coll. « Al canton », 1999, 270 p., ill., couv. ill. ; 28 cm (ISBN 2-907279-43-2, ISSN 1151-8375, BNF 37108861)

- Peyreleau

- La Cresse

- Mostuéjouls

- Rivière-sur-Tarn

- La Roque-Sainte-Marguerite

- Saint-André-de-Vézines
  - Marc Parguel (préf. Robert Lapeyre), La petite histoire de Saint-André-de-Vézines : histoire du village et de ses environs des origines à nos jours, Millau, M. Parguel, 2003, 183 p., ill. en noir et en coul., couv. ill. en coul. ; 20 cm (ISBN 2-9519807-0-1, BNF 39049173)
  - Marc Parguel, Saint-André-de-Vézines : la vie du village autrefois, Millau, M. Parguel, 2004, 88 p., ill., couv. ill. en coul. ; 30 cm (ISBN 2-9519807-1-X, BNF 39255314)

- Veyreau

#### Canton de Saint-Affrique
- (oc + fr) Christian-Pierre Bedel (préf. Jean-Luc Malet), Sent-Africa : La Bastida, Caumèls-e-Lo Vialar, Ròcafòrt, Sant-Faliç, Sent-Esèri, Sent-Jan, D'Aucàpias, Sent-Roma de Sarnon, Tornamira, Vabre, Verzòls-e-La Pèira / Christian-Pierre Bedel e los estatjants del canton de Sent-Africa, Rodez, Mission départementale de la culture, coll. « Al canton », 2002, 429 p., ill., couv. ill. ; 28 cm (ISBN 2-907279-54-8, ISSN 1151-8375, BNF 38977452)

- Saint-Affrique
  - François Germer-Durand, Relation du siège de S. Affrique faict par M. le Prince et M. d'Espernon : Reprod. de l'éd. de 1628, Mende, A. Privat, 1898, 62 p., 21 cm (BNF 40946447, Relation du siège de S. Affrique faict par M. le Prince et M. d'Espernon (Reprod.) sur Gallica)
  - Théodule Nayral, Aperçus historiques sur la ville de Saint-Affrique et sur l'évêché de Vabres : Fac-sim. de l'éd. de Carcassonne : Impr. J. Parer, 1877, Saint-Affrique, Éd. Aurore création, 1996, 328 p., 17 cm + 1 plan de 1628 ; 17 × 28 cm (ISBN 2-9507641-0-X, BNF 36159650)
  - François Marret (Directeur de publication), Saint-Affrique : hier et aujourd'hui, Saint-Affrique, Éd. Aurore création, 1993, 197 p., ill., couv. ill. en coul. ; 22 × 31 cm (BNF 35590839)
  - Gaston Boulouis, Regards sur le passé saint-affricain : l'?uvre des abbés Barthe, Saint-Affrique, G. Boulouis, 1981, 86 p., couv. ill. ; 21 cm (BNF 34664327)
  - Gaston Boulouis, Nouveaux regards sur le passé saint-affricain : les cinq demeures de Notre-Dame de Miséricorde, Saint-Affrique, G. Boulouis, 1984, 90 p., ill., couv. ill. ; 21 cm (ISBN 2-904706-01-1, BNF 34862817)
  - Jean Carel (préf. Jacques Vaizy), Saint-Affrique en images, Saint-Affrique, Impr. du Progrès, 2004, 95 p., ill. en coul., couv. ill. ; 27 cm (ISBN 2-9523209-0-X, BNF 39296094)
  - Jean Carel, Notes documentaires pour la connaissance de Saint-Affrique : ville historique du Sud-Aveyron, Saint-Affrique, J. Carel, 2001, 113 p., ill. en noir et en coul., couv. ill. en coul. ; 30 cm (BNF 38802620)
  - François Decuq, Rétrospective de Saint-Affrique et de sa région (vision du passé), Millau, Maury, 1971, 193 p., ill. ; 21 × 28 cm (BNF 39220919)
  - Association RELAIS (Recherches, études liées aux isolements saint-affricains), Guide pratique du pays saint-affricain : catalogue des ressources humaines, sociales et administratives, Saint-Affrique, RELAIS, 1990, 278 p., ill., couv. ill. en coul. ; 30 cm (ISBN 2-9504530-0-7, BNF 35077854)
  - Michel Arlès et Jacques Godfrain, Saint-Affrique : vallées de la Sorgues et du Dourdou, Roquefort, Paris, Nouvelles éditions latines, coll. « Art et tourisme », 1973, 30 p., ill., couv. ill. en coul. ; 19 cm (ISSN 0151-0819, BNF 34564531)
  - Yves Rouquette, 60 ans de creacion occitana : quasèrn de la mòstra, Sant-Africa, Ostal de la memòria : mòstra realizada per l'Associacio Cap l'Òc e l'Ostal de la memòria de Sant-Africa : 60 ans de création occitane : cahier de l'exposition, Saint-Affrique, Maison de la mémoire, du 4 juin au 10 août 2012, Saint-Affrique, Cap l'Òc (Centre d'animation pédagogique en occitan), 2012, 24 p., ill., couv. ill. ; 21 cm (ISBN 978-2-9534455-3-4, BNF 43524342)
  - Pierre Maurel, Étude minéralogique des formations argileuses des environs de Saint-Affrique, Paris, Masson et Cie, 1963, 374 p., 27 cm (BNF 33094222)

- La Bastide-Pradines

- Calmels-et-le-Viala

- Roquefort-sur-Soulzon

- Saint-Félix-de-Sorgues

- Saint-Izaire

- Saint-Jean-d'Alcapiès

- Saint-Rome-de-Cernon
  - Jean-Pierre Serres, Sargel ou Le tombeau des géants : légendes, géologie, archéologie, botanique du mont Sargel de Saint-Rome-de-Cernon, Saint-Rome-de-Cernon, J.-P. Serres, 1994, 41 p., ill., couv. ill. ; 30 cm (BNF 35738628)

- Tournemire

- Vabres-l'Abbaye
  - Étienne Fournial (Éditeur scientifique), Cartulaire de l'Abbaye de Vabres au diocèse de Rodez : essai de reconstitution d'un manuscrit disparu, Rodez, Société des lettres, sciences et arts de l'Aveyron, coll. « Archives historiques du Rouergue » (no 21), 1989, 196 p., 24 cm (ISSN 1245-9747, BNF 36664062)
  - Sylvie Causse-Touratier, Le temporel de l'Abbaye de Vabres aux alentours de l'an mil, Rueil-Malmaison, S. Causse-Touratier, 1989, 123 p., ill. ; 24 cm + carte, 32 × 46 cm (ISBN 2-9503536-0-6, BNF 36648056)
  - André Serres, Les Pères de Vabres et de Ceignac, Calmont, Centre spirituel, Ceignac, A. Serres, 1994, 222 p., ill., couv. ill. ; 21 cm (BNF 36960709)

- Versols-et-Lapeyre

#### Canton de Saint-Beauzély
- (oc + fr) Christian-Pierre Bedel (préf. Armand Vernhettes), Sent-Bausèli : Castelnòu, Mont Jòus, Verrièiras, Lo Vialar / Christian-Pierre Bedel e los estatjants del canton de Sent-Bausèli, Rodez, Mission départementale de la culture, coll. « Al canton », 1997, 239 p., ill., couv. ill. ; 28 cm (ISBN 2-907279-34-3, ISSN 1151-8375, BNF 36988822)

- Saint-Beauzély
  - Marcel Ginesty, La Muse et le marronnier, Rodez, Subervie, 1982, 95 p., 19 cm (BNF 34756962)
  - Dieudonné Rey (ill. Jean Victor), Le prieuré de Comberoumal en Lévézou : Fac-sim. de l'éd. de Rodez : P. Carrère, 1925, Nîmes, C. Lacour, 1998, 88 p., ill., couv. ill. ; 21 cm (ISBN 2-84406-384-5, BNF 37035940)
  - Paul Querbes, Saint-Beauzély en Rouergue, Rodez, Subervie, 1972, 98 p., ill. ; 24 cm (BNF 35319388)
  - Jean-Yves Bou, Histoire de la commune de Saint-Beauzély, S.l., Cercle Généalogique de l'Aveyron, 16 janvier 2013 (lire en ligne)

- Castelnau-Pégayrols

- Montjaux

- Verrières

- Viala-du-Tarn

#### Canton de Saint-Rome-de-Tarn
- (oc + fr) Christian-Pierre Bedel (préf. Alain Marc), Sant-Roma : Aissenas, Broquièrs, Brossa, Las Còstas, L'Estrada, Sant-Victor, Lo Truèlh / Christian-Pierre Bedel e los estatjants del canton de Sant-Roma, Rodez, Mission départementale de la culture, coll. « Al canton », 1995, 239 p., ill., couv. ill. ; 28 cm (ISBN 2-907279-20-3, ISSN 1151-8375, BNF 36688572)

- Saint-Rome-de-Tarn
  - Maurice Chalhoub, Auriac : commune de Saint-Rome-de-Tarn : des origines à nos jours, Saint-Rome-de-Tarn, le Païssel Saint-Romain, 2005, 92 p., ill., couv. ill. ; 30 cm (ISBN 2-9503350-0-4, BNF 40108742)
  - Albert Carrière, Notes sur Saint-Rome-de-Tarn/ par Albert Carrière, 1913, Saint-Rome-de-Tarn, le Païssel Saint-Romain, 2008, 146 p., ill., fac-sim., couv. ill. ; 24 cm (ISBN 978-2-9503350-0-5 et 2-9503350-0-4, BNF 41234048)
  - André Bonnefis (préf. Jean Delmas), L'histoire de Saint-Rome-de-Tarn, Saint-Rome-de-Tarn, le Païssel Saint-Romain, 2011, 248 p., ill. en noir et en coul., fac-sim., couv. ill. en coul. (ISBN 978-2-9503350-2-9, BNF 42489794)
  - Michel Loirette, La légende des Grands Causses : chronique romanesque, Etiolles, Lotra, coll. « Mémoire de nos vies », 2009, 319 p., couv. ill. en coul. ; 21 cm (ISBN 978-2-9512682-4-1, BNF 41459273)

- Ayssènes

- Broquiès

- Brousse-le-Château

- Les Costes-Gozon

- Lestrade-et-Thouels

- Saint-Victor-et-Melvieu

- Le Truel

#### Canton de Saint-Sernin-sur-Rance
- (oc + fr) Christian-Pierre Bedel, Sent-Sarnin : Balaguièr, Brasc, Combret, Copiac, La Bastida-Solatges, La Sèrra, La Val-Ròca-Cesièira, Martrinh, Montclar, Montfranc, Plasença, Postòmis, Sant-Jòri / Christian-Pierre Bedel et les habitants del canton de Sent-Sarnin, Rodez, Mission départementale de la culture, coll. « Al canton », 1992, 232 p., ill., couv. ill. ; 28 cm (ISBN 2-907279-10-6, ISSN 1151-8375, BNF 35529736)

- Saint-Sernin-sur-Rance

- Balaguier-sur-Rance

- La Bastide-Solages

- Brasc

- Combret

- Coupiac
  - Félix Sirgue, Robert Aussibal (Éditeur scientifique) et Michel Delon (Éditeur scientifique), Coupiac : une commune du Sud-Aveyron / 2e éd. rev. et augm., Coupiac, Paroisse de Coupiac, 1993, 79 p., ill., couv. ill. en coul. ; 24 cm (BNF 35575920)
  - Noguery, Notre-Dame du Saint-voile de Coupiac (Aveyron), Abbeville, Paillart et Retaux, 1874, In-24 (BNF 36483993)

- Laval-Roquecezière

- Martrin

- Montclar
  - Michel Maillé (préf. Jean Guilaine ; Jean Gascó), Hommes et femmes de pierre : statues-menhirs du Rouergue et du Haut-Languedoc, Toulouse ; Rodez, Archives d'écologie préhistorique ; Conseil général de l'Aveyron : Musée Fenaille, 2010, 538 p., ill. en noir et en coul., couv. ill. en coul. ; 30 cm (ISBN 978-2-35842-004-4, BNF 42223959)
  - Philippe Gruat (Éditeur scientifique), Jean Delmas, Musée archéologique (Montrozier, Aveyron) (Éditeur scientifique) et Association pour la sauvegarde du patrimoine archéologique aveyronnais (Éditeur scientifique), Croyances et rites en Rouergue des origines à l'an mil : Musée de Montrozier, juin 1998-octobre 2000, Montrozier, Musée de Montrozier, coll. « Guide d'archéologie » (no 6), 1998, 360 p., ill., couv. ill. ; 24 cm (ISBN 2-907279-39-4, ISSN 1242-7896, BNF 36708607)
  - Jacques Bousquet, Enquête sur les commodités du Rouergue en Rouergue en 1552 : procès avec l'Agenais, le Quercy et le Périgord, Toulouse, E. Privat, coll. « Bibliothèque méridionale, 2e série. » (no 44), 1969, 265 p., carte dépl., couv. ill. ; 25 cm (ISSN 1965-0698, BNF 35427138)
  - Hippolyte de Barrau, Documens historiques et généalogiques sur les familles et les hommes remarquables du Rouergue, dans les temps anciens et modernes, Rodez, N. Ratery, 1853-1860, 4 vol. ; in-8 (BNF 30059196)
    - Documens historiques et généalogiques sur les familles et les hommes remarquables du Rouergue sur Gallica

  - Louis-Marie Prudhomme, Histoire générale et impartiale des erreurs, des fautes et des crimes commis pendant la Révolution française..., Paris, s.n., an v (1797), 6 vol. in-8°, pl., tableaux (BNF 31156082)
    - Tome 1 sur Gallica
    - Tome 2 sur Gallica
    - Tome 3 sur Gallica
    - Tome 4 sur Gallica
    - Tome 5 sur Gallica
    - Tome 6 sur Gallica

  - Nicolas Viton de Saint-Allais et Jean-Baptiste-Pierre Courcelles (Collaborateur), Nobiliaire universel de France, ou Recueil général des généalogies historiques des maisons nobles de ce royaume, Paris, Bachelin-Deflorenne, 1872-1878, 21 vol. ; in-8 (BNF 34209084)
    - Nobiliaire universel de France ; Tome 8 sur Gallica
- Adolphe Robert (Éditeur scientifique), Gaston Cougny (Éditeur scientifique) et Edgar Bourloton (Éditeur scientifique), Dictionnaire des parlementaires français, comprenant tous les membres des assemblées françaises et tous les ministres français, depuis le 1er mai 1789 jusqu'au 1er 1889, avec leurs noms, état civil, états de services, actes politiques, votes parlementaires, etc., Paris, Bourloton, 1891, 5 vol. ; in-8 (BNF 30147537)

- Montfranc

- Plaisance

- Pousthomy

- Saint-Juéry

- La Serre

#### Canton de Salles-Curan
- (oc + fr) Christian-Pierre Bedel (préf. Pierre Raynal), Las Salas : Alrança, Curanh, Vilafranca / Christian-Pierre Bedel e los estatjants del canton de Las Salas, Rodez, Mission départementale de la culture, coll. « Al canton », 1997, 239 p., ill., couv. ill. ; 28 cm (ISBN 2-907279-35-1, ISSN 1151-8375, BNF 36989269)

- Salles-Curan

- Alrance

- Villefranche-de-Panat
  - Joseph Fabre de Morlhon, Villefranche-de-Panat : ancienne bastide du Lévezou, Villefranche-de-Panat, Fabre de Morlhon, 1986, 250 p. (ISBN 2-9501232-0-1, BNF 34868025)
  - Daniel Crozes et Nathalie Costes (Recherche documentaire), Daniel Crozes vous guide en Aveyron, Rodez, Éd. du Rouergue, 1994, 439 p., ill. en coul. ; 24 cm (ISBN 2-905209-85-2, BNF 35714788)

- Curan

#### Canton de Sévérac-le-Château
- (oc + fr) Christian-Pierre Bedel (préf. Bernard Seillier), Severac : Busens, La Panosa, Recolas-Previnquièras, La Vèrnha / Christian-Pierre Bedel e los estatjants del canton de Severac, Rodez, Mission départementale de la culture, coll. « Al canton », 1996, 239 p., ill., couv. ill. ; 28 cm (ISBN 2-907279-29-7, ISSN 1151-8375, BNF 36693000)

- Sévérac-le-Château

- Buzeins

- Lapanouse

- Lavernhe

- Recoules-Prévinquières

#### Canton de Vézins-de-Lévézou
- (oc + fr) Christian-Pierre Bedel, Vesinh : Sant-Liòns, Segur, Sent-Laurens / Christian-Pierre Bedel et les habitants del canton de Vesinh, Rodez, Mission départementale de la culture, coll. « Al canton », 1992, 230 p., ill., couv. ill. ; 28 cm (ISBN 2-907279-08-4, ISSN 1151-8375, BNF 35529725)

- Vézins-de-Lévézou

- Saint-Laurent-de-Lévézou

- Saint-Léons

- Ségur

### Arrondissement de Villefranche-de-Rouergue

#### Canton d'Aubin
- (oc + fr) Christian-Pierre Bedel (préf. Pierre Beffre), Aubinh : Cransac, Firmin, Vivièrs / Christian-Pierre Bedel e los estatjants del canton d'Aubinh, Rodez, Mission départementale de la culture, coll. « Al canton », 1998, 247 p., ill., couv. ill. ; 28 cm (ISBN 2-907279-38-6, ISSN 1151-8375, BNF 36708370)

- Aubin
  - Lucien Mazars, Aubin : son histoire, des origines à la Révolution de 1789, Aubin, L. Mazars, 1982, 119 p., Couv. ill. , ill. ; 22 cm (BNF 34761590)
  - Lucien Mazars, Terre de mine : bassin d'Aubin-Decazeville, Rodez, Fil d'Ariane, 1999, 285 p., ill., couv. ill. ; 22 cm (ISBN 2-912470-16-1, BNF 36978991)
  - Lucien Mazars et Francis Mazars, Terre de mine en images : bassin de Decazeville-Aubin, Aubin, Association des amis du Musée de la mine Lucien Mazars, 2009, 265 p., ill. en noir et en coul., couv. ill. ; 24 cm (ISBN 978-2-7466-0685-2, BNF 41491412)
  - Madeleine Raygade-Panassié, Souvenirs de Combes : pays de charbon et de flammes, Rodez, Association des amis du Musée du Rouergue, 1994, 99 p., ill., couv. ill. ; 24 cm (BNF 36692146)
  - Michel Girval, Aubin, Le Gua, Combes dans le temps : des cartes postales anciennes, Aubin, Amicale laïque et républicaine de la commune d'Aubin, 1999, 200 p., ill., couv. ill. en coul. ; 30 cm (ISBN 2-9513481-0-X, BNF 37038703)
  - Senez (Ingénieur), Aubin. : Carte géologique du bassin houiller de Aubin (Aveyron), dressée en 1840 : Document cartographique manuscrit, S.l., s.n., 1840, 1 flle : ms. ; 40 × 48 cm (BNF 40720457)

- Cransac

- Firmi

- Viviez
  - Maurice Soulié, Guy Derruau, Georges Garrigou et André Bras, Viviez : balade au cœur de la cité du zinc, Viviez, Mairie de Viviez, 2011, 187 p., ill. en noir et en coul., couv. ill. en coul. ; 28 cm (ISBN 978-2-7466-4127-3, BNF 42582853)

#### Canton de Capdenac-Gare
- (oc + fr) Christian-Pierre Bedel (préf. Jacques Dournes), Capdenac : Los Aures, Asprièras, Balaguièr, Bolhac, Causse-e-Diège, Foissac, Naussac, Salas, Sonnac / Christian-Pierre Bedel e los estatjants del canton de Capdenac, Rodez, Mission départementale de la culture, coll. « Al canton », 1996, 240 p., ill., couv. ill. ; 28 cm (ISBN 2-907279-23-8, ISSN 1151-8375, BNF 36688708)

- Capdenac-Gare
  - De Saint-Julien-d'Empare à Capdenac : 1850-1950 : album souvenir / cartes postales réunies et présentées par l'Office de tourisme de Capdenac, Capdenac, Office de tourisme, 1987, 104 p., ill., couv. ill. ; 30 cm (BNF 34977645)

- Les Albres

- Asprières

- Balaguier-d'Olt

- Bouillac

- Foissac
  - Joël Muratet, Foissac : des origines à nos jours, Foissac, J. Muratet, 1987, 109 p., ill., couv. ill. en coul. ; 21 cm (BNF 35002452)
  - Alain Du Fayet de La Tour, Anne Rouzaud (Collaboratrice) et François Rouzaud (Collaborateur), La Grotte préhistorique de Foissac : monument historique, Boulogne Billancourt, Éd. du Castelet, 1987, 32 p. (ISBN 2-9501714-1-9, BNF 34970248)

- Naussac

- Salles-Courbatiès

- Causse-et-Diège

- Sonnac

#### Canton de Decazeville
- (oc + fr) Christian-Pierre Bedel, La Sala : Boissa, Flanhac, Las Juniás, Livinhac, Sent-Antin, Sent-Partem / Christian-Pierre Bedel et les habitants del canton de La Sala, Rodez, Mission départementale de la culture, coll. « Al canton », 1991, 231 p., ill., couv. ill. ; 28 cm (ISBN 2-907279-05-X, ISSN 1151-8375, BNF 36652253)

- Decazeville
  - Bénédicte Boyrie-Fénié et Jean-Jacques Fénié (ill. Patrick Mérienne), Toponymie des pays occitans : Gascogne, Languedoc, Provence, domaine nord-occitan, Bordeaux, Éd. "Sud-Ouest", coll. « Sud-Ouest université », 2007, 479 p., cartes, couv. ill. en coul. ; 23 cm (ISBN 978-2-87901-808-9, ISSN 1242-6334, BNF 41181230)
  - Gilbert Bou, Gustave Moreau à Decazeville : 14 tableaux dans l'église Notre-Dame, Rodez, Ed. du Rouergue, 2010, 75 p., ill. en coul., couv. ill. en coul. ; 28 cm (ISBN 978-2-8126-0136-1, BNF 42217784)
  - (oc) Joan Bodon, Andrieu Pradèl et Sèrgi Mallet (préf. Ives Roqueta), Los carbonièrs de La Sala, Enèrgas (81350 Valdériès), Vent Terral, coll. « Viure al païs » (no 1), 1975, 181 p., couv. ill. ; 23 cm (ISSN 0338-8859, BNF 34576196)
  - Factum (Faillite). Decazeville. Aveyron. 1866 : Procès-verbal de la séance de l'Association des créanciers aveyronnais de la faillite de Decazeville, Rodez, E. Carrère, 24 novembre 1866, 2 p. (BNF 36791736)
  - Alain Boscus (préf. Rolande Trempé), Économie et société dans le bassin industriel nord-aveyronnais : 1900-1950, Montreuil, Institut CGT d'histoire sociale : Centre confédéral d'études économiques et sociales de la CGT, 1997, 722 p., ill., couv. ill. ; 24 cm (ISBN 2-904728-05-8, BNF 37066368)
  - Franc Chirac, Le Bassin houiller de l'Aveyron illustré : Nouv. éd. - Reproduit avec une graphie moderne l'éd. de 1907 parue sous la forme de 5 fascicules entre le 1er mars et le 1er juin 1907, Brive-la-Gaillarde, Éd. du Ver luisant, 2002, 175 p., ill., couv. ill. ; 20 cm (ISBN 2-84701-039-4, BNF 38946402)
  - Jean Costumero, Decazeville : promenade historique, 1800-1940, Albi, Association Guérilleros y reconquista, 2012, 472 p., ill. en noir et en coul., couv. et jaquette ill. en coul. ; 31 cm (ISBN 978-2-9540741-1-5, BNF 43551625)
  - Jean Costumero, De Decazeville au Val d'Aran : dans les pas d'un guérillero espagnol combattant pour la France 39-45, chemin des guérilleros FFI, 9e brigade MOI, Albi, Association Guérilleros y reconquista, 2011, 519 p., ill. en noir et en coul., couv. et étui ill. en coul. ; 31 cm (ISBN 978-2-9540741-0-8, BNF 42587254)
  - Roger Lajoie-Mazenc, Déracinés et proscrits : le nouveau destin des mineurs de Decazeville, Villefranche-de-Rouergue, Salingardes, 1966, 217 p., In-16 (BNF 36273021)
  - Louis Lévêque (industriel), Historique des forges de Decazeville, 1826-1914 : Nouv. éd. - Reproduit l'éd. de 1916 "Historique des forges de Decazeville" avec une graphie moderne, Brive-la-Gaillarde, Éd. du Ver luisant, 2001, 217 p., ill., couv. ill. en coul. ; 20 cm (ISBN 2-912497-07-8, BNF 38888779)
  - Lucien Mazars, Terre de mine : bassin d'Aubin-Decazeville, Rodez, Fil d'Ariane éd., 1999, 285 p., ill., couv. ill. ; 22 cm (ISBN 2-912470-16-1, BNF 36978991)
  - Lucien Mazars et Francis Mazars, Terre de mine en images : bassin de Decazeville-Aubin, Aubin, Association des amis du Musée de la mine Lucien Mazars, 2009, 265 p., ill. en noir et en coul., couv. ill. ; 24 cm (ISBN 978-2-7466-0685-2, BNF 41491412)
  - Lucien Mazars (photogr. André Kumurdjian), Le bassin Decazeville-Aubin : géologie, histoire, petit guide du bassin, Millau, Éd. du Beffroi, 1997, 47 p., ill. en noir et en coul., couv. ill. en coul. ; 22 cm (ISBN 2-908123-22-3, BNF 41347673)
  - Pierre Poujol, Decazeville : une histoire d'hommes. I, Des origines à 1940, Treignac, Éd. les Monédières, 2011, 240 p., ill., couv. ill. ; 24 cm (ISBN 978-2-36340-016-1, BNF 42536067)
  - Pierre Vetter, Géologie et paléontologie des bassins houillers de Decazeville, de Figeac et du détroit de Rodez : Tome I, Description géologique ; Tome II, Étude paléontologique, Albi, Houillères du Bassin d'Aquitaine, 1968, ill. ; 32 cm + tableaux dépliants (BNF 37315318)
  - Donald Reid (trad. de l'anglais par Robert Laumon et Michel Delagnes), Les mineurs de Decazeville : historique de la désindustrialisation : Traduction de : The miners of Decazeville : a genealogy of deindustrialisation, Decazeville, ASPIBD, 2009, 365 p., ill., couv. ill. en coul. ; 21 cm (ISBN 978-2-9531052-2-3, BNF 42071117)
  - Madeleine Raygade-Panassié, Souvenirs de Combes : pays de charbon et de flammes, Rodez, Association des amis du Musée du Rouergue, coll. « Témoignages » (no 3), 1994, 99 p., ill., couv. ill. ; 24 cm (ISSN 1245-1096, BNF 36692146)
  - Marie-Line Montbroussous, Histoire d'une intégration réussie : les Espagnols dans le bassin de Decazeville, Rodez, Ed. du Rouergue, 1995, 199 p., ill., couv. ill. ; 23 cm (ISBN 2-905209-99-2, BNF 36685891)
  - Gérard Pertus et Michel Herranz, Bassin de Decazeville, Aubin, Cransac, Firmi, Viviez : usines et métallos. Tome 1, Decazeville, Association de sauvegarde du patrimoine industriel du Bassin de Decazeville, 2010, 238 p., ill., couv. ill. ; 31 cm (ISBN 978-2-9531052-3-0, BNF 42307098)
  - Gérard Pertus et Michel Herranz, Bassin de Decazeville, Aubin, Cransac, Firmi, Viviez : usines et métallos. Tome 2, Decazeville, Association de sauvegarde du patrimoine industriel du Bassin de Decazeville, 2012, 237 p., ill., couv. ill. ; 31 cm (ISBN 978-2-9531052-4-7, BNF 43520392)
  - Gérard Pertus et Michel Herranz, Mines et mineurs : Bassin de Decazeville : Aubin, Cransac, Firmi, Viviez, Decazeville, Association de sauvegarde du patrimoine industriel du Bassin de Decazeville, 2008, 211 p., ill., couv. ill. ; 31 cm (ISBN 978-2-9531052-1-6, BNF 41420313)
  - Gérard Pertus et Michel Herranz, Puits de mines : Bassin de Decazeville : Aubin, Cransac, Firmi, Viviez, Decazeville, Association de sauvegarde du patrimoine industriel du Bassin de Decazeville, 2007, 117 p., ill., couv. ill. ; 31 cm (ISBN 978-2-9531052-0-9, BNF 41184324)

- Almont-les-Junies

- Boisse-Penchot

- Flagnac

- Livinhac-le-Haut

- Saint-Parthem

- Saint-Santin

#### Canton de Montbazens
- (oc + fr) Christian-Pierre Bedel (préf. Aimé Roux), Mont Basens : Brandonet, Complibat, Drulha, Galganh, Lanuèjols, Luganh, Mala Vila, Peirussa, Privasac, Rossennac, Valzèrgas, Vaurelhas / Christian-Pierre Bedel e los estatjants del canton de Mont Basens, Rodez, Mission départementale de la culture, coll. « Al canton », 1997, 247 p., ill., couv. ill. ; 28 cm (ISBN 2-907279-33-5, ISSN 1151-8375, BNF 36695401)

- Montbazens

- Brandonnet

- Compolibat
  - Enric Mouly, Complibat, Millau, lo Grelh Roergas, coll. « Grelh roergàs » (no 16), 1977, 369 p., couv. ill. ; 22 cm (BNF 34619689)

- Drulhe

- Galgan

- Lanuéjouls

- Lugan

- Maleville

- Peyrusse-le-Roc

- Privezac

- Roussennac

- Valzergues

- Vaureilles

#### Canton de Najac
- (oc + fr) Christian-Pierre Bedel (préf. Bernard Vidal), Najac : La Folhada, Lunac, Montelhs, Sant-Vensa, Sent-Andriu, Vòrs e Bar / Christian-Pierre Bedel e los estatjants del canton de Najac, Rodez, Mission départementale de la culture, coll. « Al canton », 2001, 389 p., ill., couv. ill. ; 28 cm (ISBN 2-907279-46-7, ISSN 1151-8375, BNF 38977008)

- Najac
  - Geneviève Rigal-Saurel (photogr. Michel Lombard), Au pays de Najac : de clocher en clocher, Portet-sur-Garonne, Loubatières, 1997, 126 p., couv. ill. en coul. ; 24 cm (ISBN 2-86266-222-4, BNF 37069083)
  - Geneviève Rigal-Saurel (préf. Jean Delmas), Autrefois, au pays des Serènes, Rodez, Rémy & Canitrot, 1994, 291 p., ill., couv. ill. en coul. ; 21 cm (BNF 35762533)
  - Jean-Jacques Jouffreau et Marcel Gauchy, En descendant le Barriou : Najac en Rouergue et son canton au début du siècle, 1900-1925, Villefranche-de-Rouergue, Salingardes, 1982, 120 p., ill., couv. ill. ; 29 cm (BNF 34685430)
  - (oc) Ferdinand Déléris, Memòris : camins, pensaments e dolors d'un enfant de bòrs / Ferran Delèris, Puylaurens, IEO éd., 2002, 244 p., ill., couv. ill. ; 21 cm (ISBN 2-85910-323-6, BNF 38925847)

- Bor-et-Bar

- La Fouillade
  - Jean-Jacques Jouffreau et Michel Lombard, La Fouillade et Arcanhac : une histoire commune, Ramonville, M. Lombard, 2005, 149 p., ill., couv. ill. en coul. ; 24 cm (ISBN 2-9520888-2-9, BNF 39984196)

- Lunac
  - Pierre-Christian d'Yzarn-Freissinet (marquis de) Valady, Les Châteaux de l'ancien Rouergue.... 2e série, La Basse-Marche. 1. Canton de Najac, Saint-Antonin... Aquarelles du Comte R. de Levezou de Vezins et... dessins de Bertrand Bonpunt.., Rodez, P. Carrère, 1935, XII-577 p., pl. en noir et en coul ; 33 cm (BNF 35939235)

- Monteils

- Saint-André-de-Najac
  - Christian-Pierre Bedel, Saint-André-de-Najac : Béteille, Laval / Christian-Pierre Bedel et les habitants de Saint-André-de-Najac, Rodez, CALER (Centre d'animation de loisirs en Rouergue), coll. « Rouergue, terre d'oc. Opération "Vilatge" », 1989, 155 p., ill., couv. ill. ; 28 cm (ISBN 2-907279-01-7, ISSN 1151-8375, BNF 36637890)

- Sanvensa

#### Canton de Rieupeyroux
- (oc + fr) Christian-Pierre Bedel (préf. Pierre Marty), Riu-Peirós : La Bastida-de-l'Evesque, La Capèla-Bleis, Previnquièiras, Sent-Sauvador, Vabre-Tisac / Christian-Pierre Bedel e los estatjants del canton de Riu-Peiros, Rodez, Mission départementale de la culture, coll. « Al canton », 1999, 304 p., ill., couv. ill. ; 28 cm (ISBN 2-907279-42-4, ISSN 1151-8375, BNF 37078683)

- Rieupeyroux

- La Bastide-l'Évêque

- La Capelle-Bleys

- Prévinquières

- Saint-Salvadou

- Vabre-Tizac

#### Canton de Villefranche-de-Rouergue
- (oc + fr) Christian-Pierre Bedel (préf. Claude Penel), Vilafranca : Marcièl, Morlhon, La Roqueta, Savinhac, Tolonjac, Valhorlhas / Christian-Pierre Bedel e los estatjants del canton de Vilafranca, Rodez, Mission départementale de la culture, coll. « Al canton », 2002, 475 p., ill., couv. ill. ; 28 cm (ISBN 2-907279-55-6, ISSN 1151-8375, BNF 38977243)

- Villefranche-de-Rouergue
  - Marcellin (oratorien, Le P.) Rigal, Raymond Bonal et son œuvre : les premiers séminaires dans le Midi de la France, Rodez, Société des lettres, sciences et arts de l'Aveyron, 1966, 448 p., In-8 ° (BNF 36257765)

- Martiel

- Morlhon-le-Haut

- La Rouquette

- Savignac

- Toulonjac

- Vailhourles

#### Canton de Villeneuve
- (oc + fr) Christian-Pierre Bedel (préf. Raymond Audouard), Vilanòva : Ambairac, La Capèla, Montsalés, Òls, Sanch-Igèst, Santa-Crotz, Sent-Remèsi, Sauvanhac, Saujac / Christian-Pierre Bedel e los estatjants del canton de Vilanòva, Rodez, Mission départementale de la culture, coll. « Al canton », 1995, 247 p., ill., couv. ill. ; 28 cm (ISBN 2-907279-23-8, ISSN 1151-8375, BNF 36688568)

- Villeneuve
  - Henri Enjalbert, Entre Lot et Diège : le causse de Villeneuve-Saint-Loup, l'évolution du monde rural, Villefranche-de-Rouergue, Association départementale de rénovation agricole de l'Aveyron, 1986, 167 p., ill. en noir et en coul., couv. ill. en coul. ; 22 cm (ISBN 2-9501814-0-6, BNF 34964393)
  - Jean Dumoulin, Villeneuve et le Rouergue occidental : XIe – XIVe siècles, Aire-sur-Adour Cap de la Coste, Castay, 1990, 249 p., ill., couv. ill. ; 24 cm (BNF 35498450)
  - Pierre-Christian d'Yzarn-Freissinet (marquis de) Valady (préf. Bernard Combes de Patris), Les Châteaux de l'ancien Rouergue.... 3e série, La Basse-Marche. 2. Cantons de Villefranche, Villeneuve. Aquarelles du comte R. de Levezou de Vezins. Dessins de Bertrand Bonpunt, Millau, Maury, 1961, In-fol. (33 cm), XVI-599 p., pl. en noir et en coul., portrait. (BNF 33205674)

- Ambeyrac

- La Capelle-Balaguier

- Montsalès

- Ols-et-Rinhodes

- Sainte-Croix

- Saint-Igest

- Saint-Rémy

- Salvagnac-Cajarc

- Saujac